# 산노미야역
산노미야역(일본어: 三宮駅 또는 三ノ宮駅, さんのみやえき 산노미야에키[*]), 고베산노미야역(일본어: 神戸三宮駅, こうべさんのみやえき)은 일본 효고현 고베시 주오구에 있는 서일본 여객철도 ·  한큐 전철 ·  고베 고속 철도 ·  한신 전기 철도 ·  고베 신교통 ·  고베시 교통국의 철도역이다.
고베시의 중심지인 산노미야에 있으며, 고베시의 최대 터미널 역으로 각 사의 노선이 집결하는 교통의 요지이다.

## 개요 및 역 구조

### 서일본 여객철도

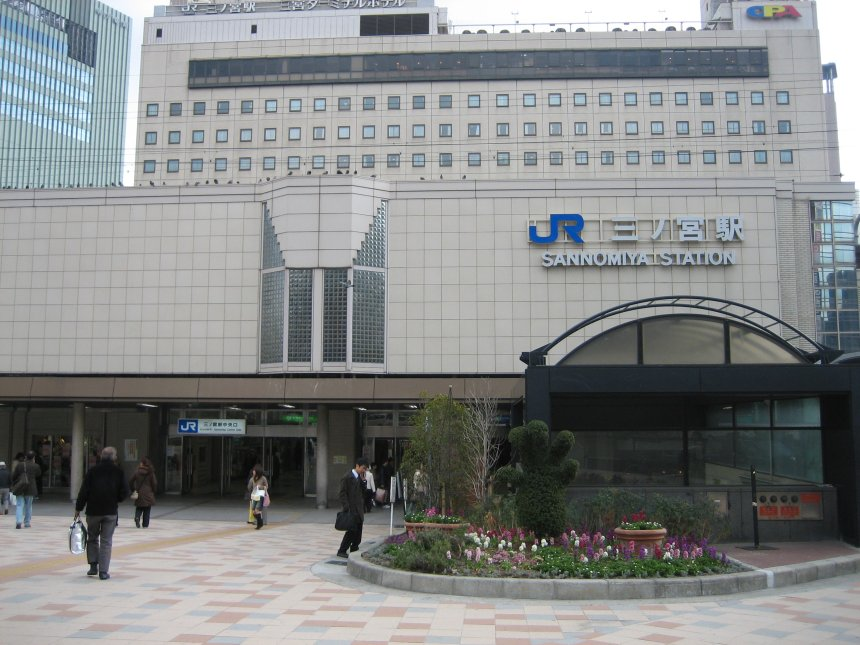
중앙 출입구 북측

JR의 서류상 효고현의 대표역은 고베역으로, 예컨대 신칸센과 관련된 운임 계산시, 신코베역과 제일 가까운 재래선 역은 고베역으로 취급된다. 하지만, 실제로 역의 이용인원수는 고베역보다도 산노미야역이 많으며, 고속 버스들도 고베 역앞이 아닌 산노미야역앞을 기점으로 한다. 특급 열차의 경우도 고베역보다 이 역에 정차하는 일이 많고, 서일본 여객철도 각 역에서 방향 안내시에도 산노미야 ·  히메지 방면이라고 표기하는 등, 사실상 고베역보다도 중심역으로 취급 받는다.
어번 네트워크내에 있으며, ICOCA 및 그 상호 이용 가능 카드들을 사용할 수 있다.
2면 4선의 섬식 승강장이 있는 고가역이다. 서쪽 출입구, 중앙 출입구, 동쪽 출입구가 있으며, 승강장은 외측선의 경우 15량 열차까지, 내측선의 경우 12량 열차까지 대응할 수 있다.
화장실은 각 개찰구 내에 있다.

#### 승강장

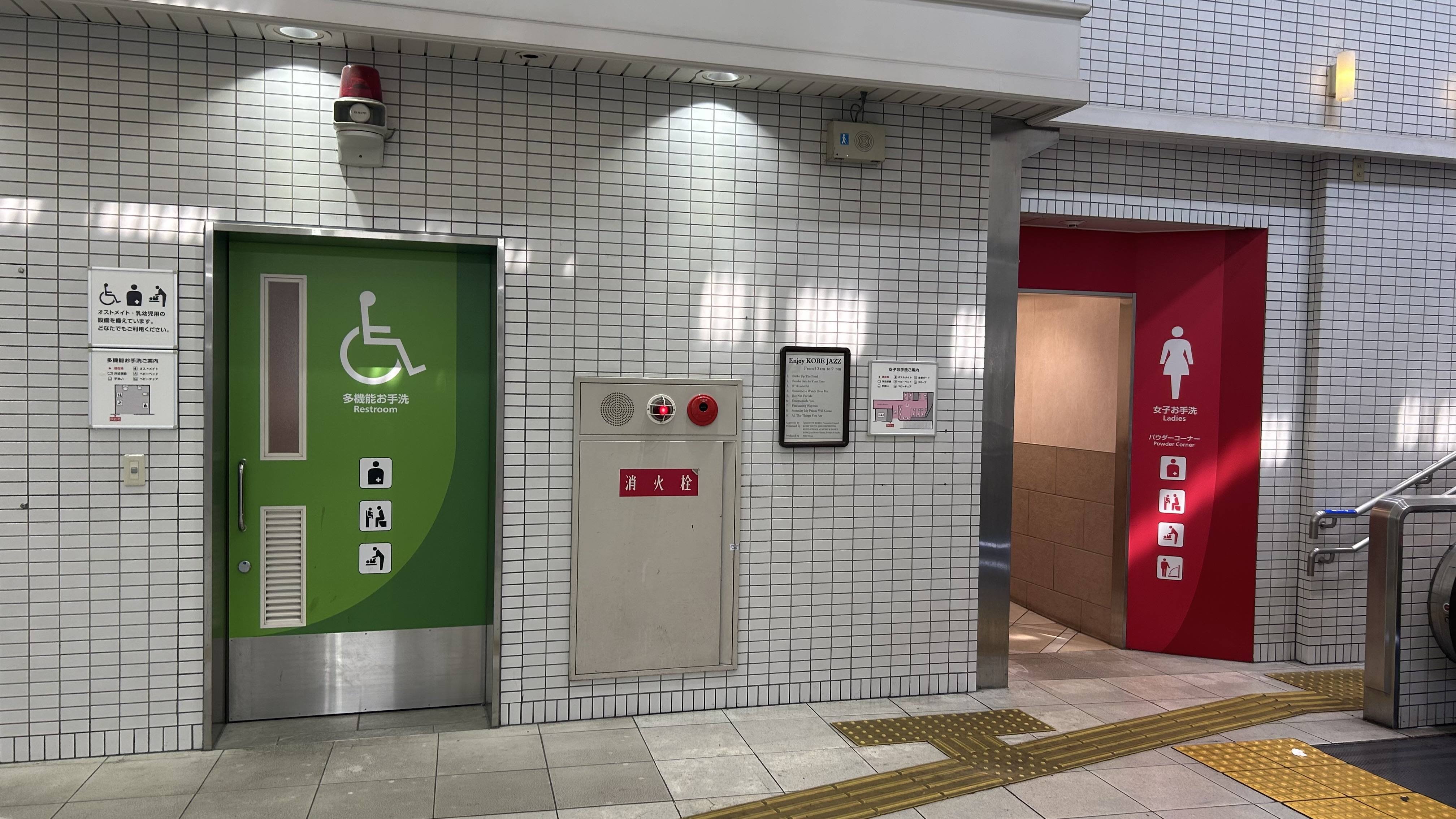
서쪽 개찰구 내 화장실
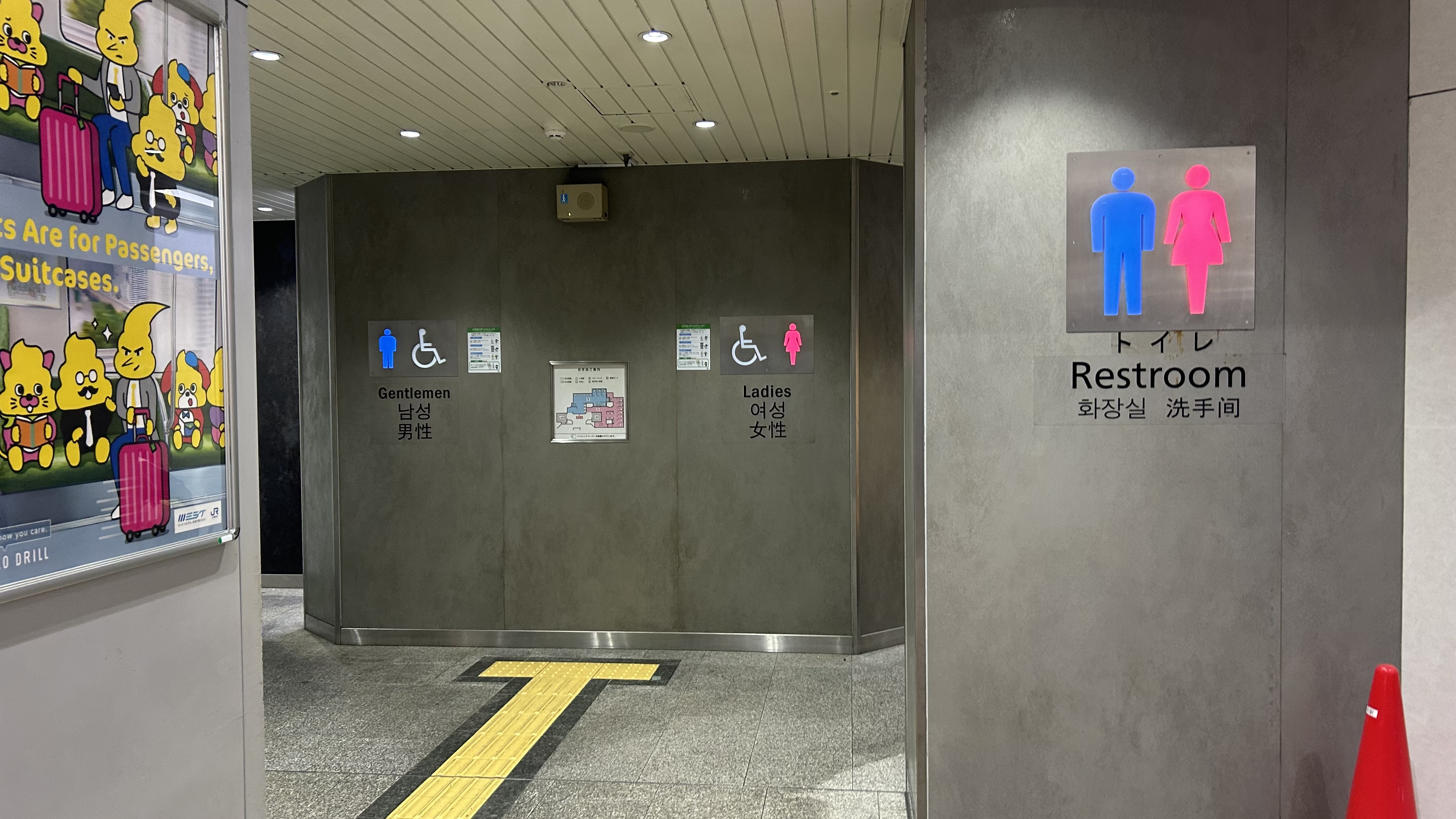
동・중앙 개찰구 내 화장실

| ↑ 나다          |
| １２ \| ３４ \| |
| 모토마치 ↓      |

| 1 | ■ JR 고베선 (상행 외측선) | 특급 · 신쾌속 · 일부 쾌속 | 아마가사키 · 오사카 · 교토 방면 |
| 2 | ■ JR 고베선 (상행 내측선) | 쾌속 · 보통               | 아마가사키 · 오사카 · 교토 방면 |
| 3 | ■ JR 고베선 (하행 내측선) | 쾌속 · 보통               | 니시아카시 · 히메지 방면        |
| 4 | ■ JR 고베선 (하행 외측선) | 특급 · 신쾌속 · 일부 쾌속 | 니시아카시 · 히메지 방면        |

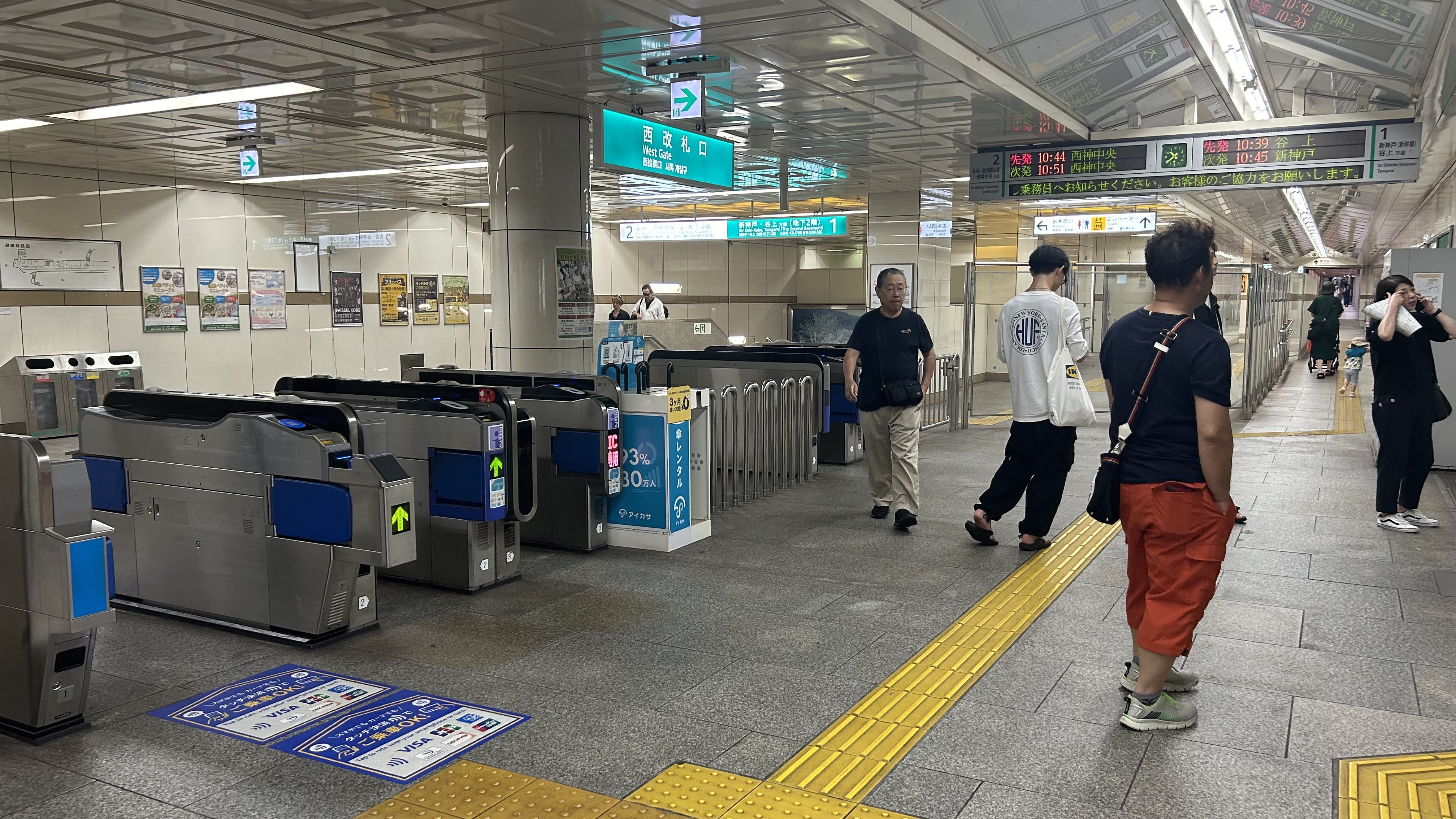
서쪽 개찰구 내 화장실
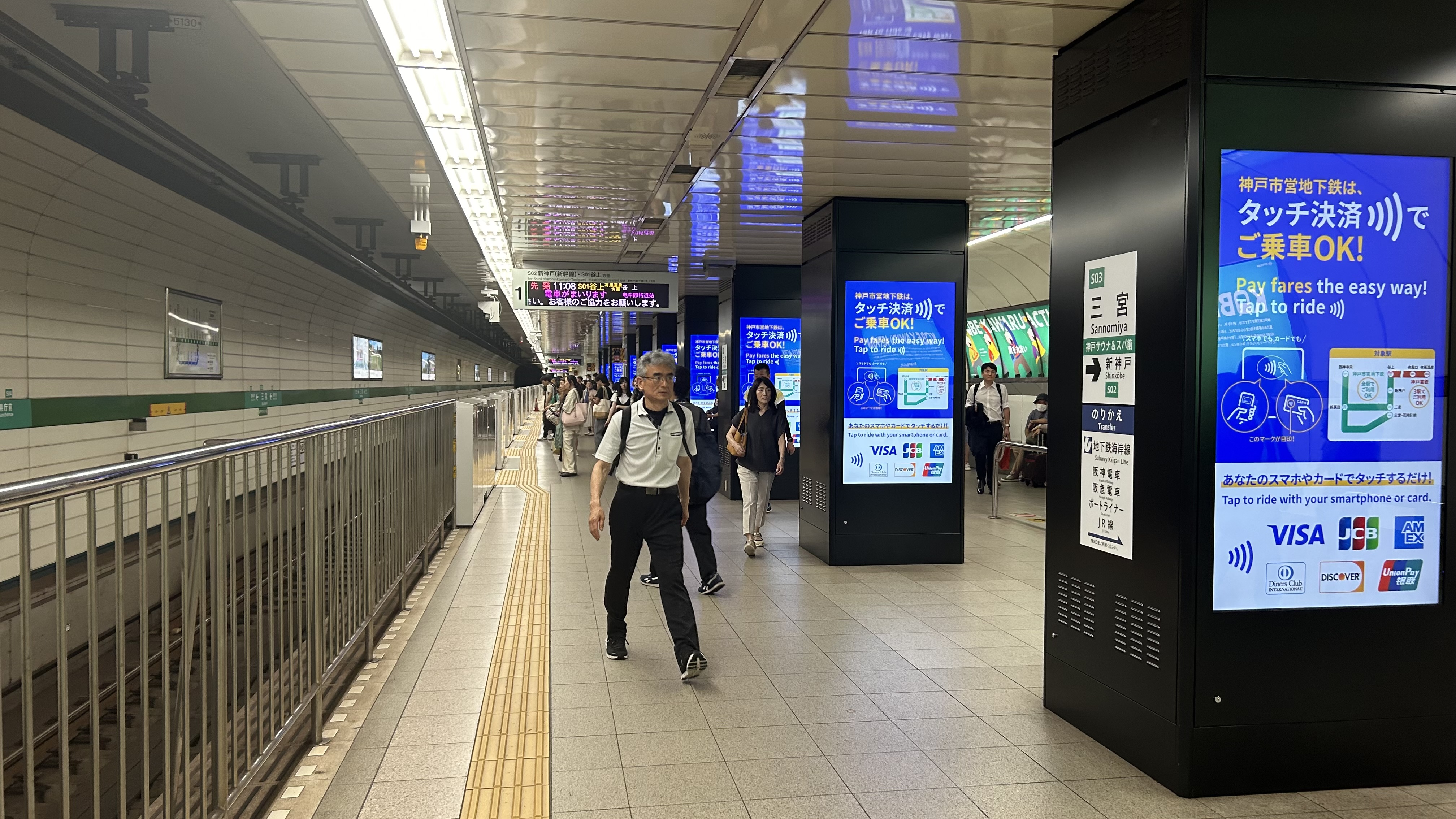
상행 플랫폼
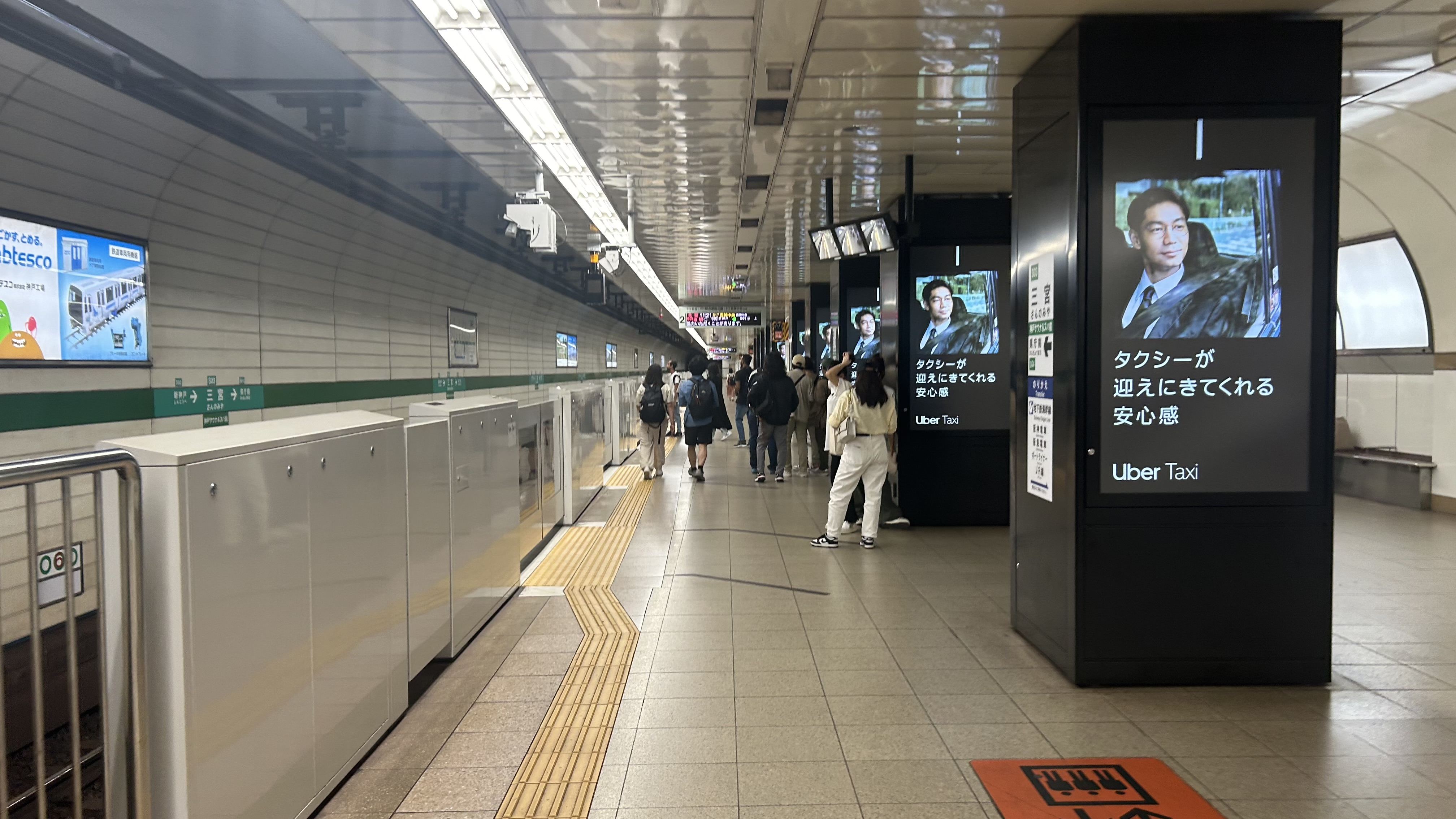
하행 플랫폼
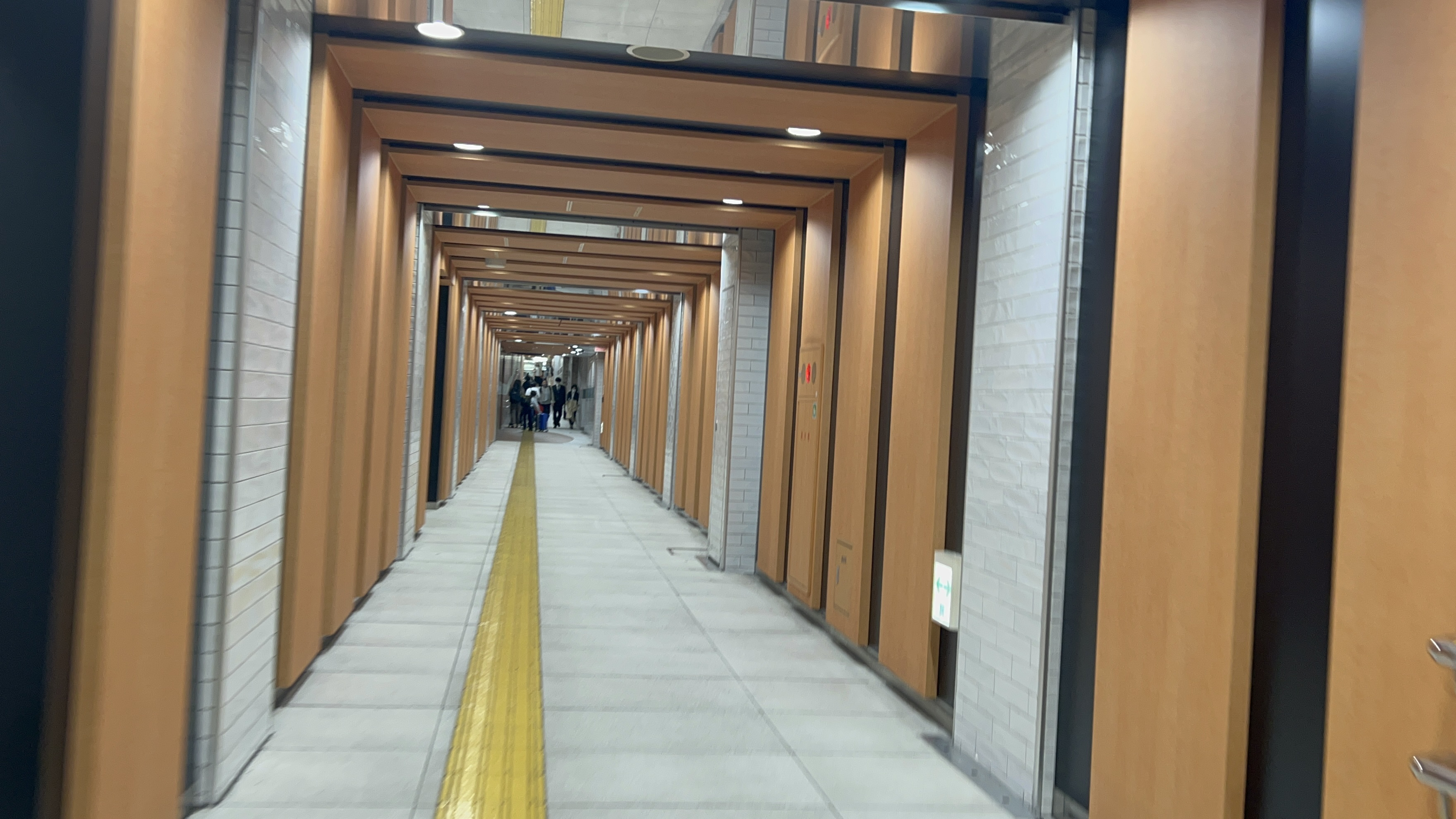
동서 연락 통로

- 동・중앙 개찰구 내 화장실

#### 산요 신칸센 환승 특례
고베시의 산요 신칸센 역인 신코베역은 신칸센 단독역으로, 다른 JR 노선이 들어오지 않아 직접 환승은 불가능하다. 때문에, 운임 계산시등에 특례적으로 고베 시내 출도착 승차권에 한해 이 역에서 도중 하차하여 고베 시영 지하철 세이신·야마테선이나 노선 버스 등을 이용해 신코베역에 재입장하는 것이 가능하다. 단, 산노미야역부터 신코베역까지 이동에 드는 지하철 운임 또는 버스 운임은 별도로 계산해야 한다.

### 한신 전기 철도
섬식 4면 3선의 플랫폼이 있는 지하역. 지하 1층 부분에 중앙 광장이, 지하 2층 부분에 플랫폼이 있다.
1933년 6월 17일에 고베 시내에 남아있던 병용 궤도를 지하선으로 이설하는 공사가 완성되면서 개업했다.
개업 당초에는 3면 3선의 두단식 플랫폼을 채용해 고베 측의 터미널 역으로 기능하였지만, 곧 산요 전기 철도와 제휴하는 형태로 주천에의 연장 계획과 직통 운행 계획을 세웠기 때문에 우선 당시의 고베시 중심가였던 모토마치역까지의 공사를 통해 연장하였다. 이 때, 남측의 1선만 그대로 남겨놓고 북측의 2선을 직통 가능한 구조로 하였던 탓에 현재의 형태가 되었다.
또한 주천에의 연장은 결국 실현되지 않았지만, 1968년에 고베 고속 철도 도자이선이 개통해 한신의 전철이 노선 연장하게 되는 것과 동시에 그것을 개입시키는 형태로 산요 전기 철도와의 직통 운전이 개시되고 있다.
또, 한큐 전철과 마찬가지로 1936년의 모토마치 연장까지 3년간은 고베 측의 터미널 기능을 맡고 있어 고베역으로 불렸으며, 산노미야 개칭 후에도 1950년대까지 역의 벽면에는 고베(일본어: コウベ)라는 가타카나로 쓰인 역명판이 존재하였다.
산요 전기 철도의 열차는 한신 전기 철도의 산노미야역에서도 출도착하며, 한신 전기 철도 ·  산요 전기 철도의 경우에는 양사 모두 직통 운전을 실시하는 열차가 다수 설정되어 있다. 때문인지, 한큐 전철의 산노미야역에 자사 노선이 직접 들어오는 고베 전기 철도는 한큐 전철의 산노미야역의 여객 안내상 명칭으로 사명을 붙여 한큐 산노미야역 등으로 부르고 있다.

#### 승강장
| 1 | ■ 본선 (상행) | 고시엔 · 아마가사키 · 오사카우메다 · 오사카난바 · 나라 방면 |
| 2 | ■ 본선 (상행) | 고시엔 · 아마가사키 · 오사카우메다 방면 (당역 시종착)       |
| 3 | ■ 본선 (하행) | 모토마치 · 산요스마 · 산요아카시 · 산요히메지 방면          |

2012년 6월 2일, 대규모 변경을 현재의 형태가 되었다. 모토마치 방면으로 직통하는 1·3 번선이 막 다른 골목 2 번선을 끼워있는 4면 3선 구조이다.

#### 화장실

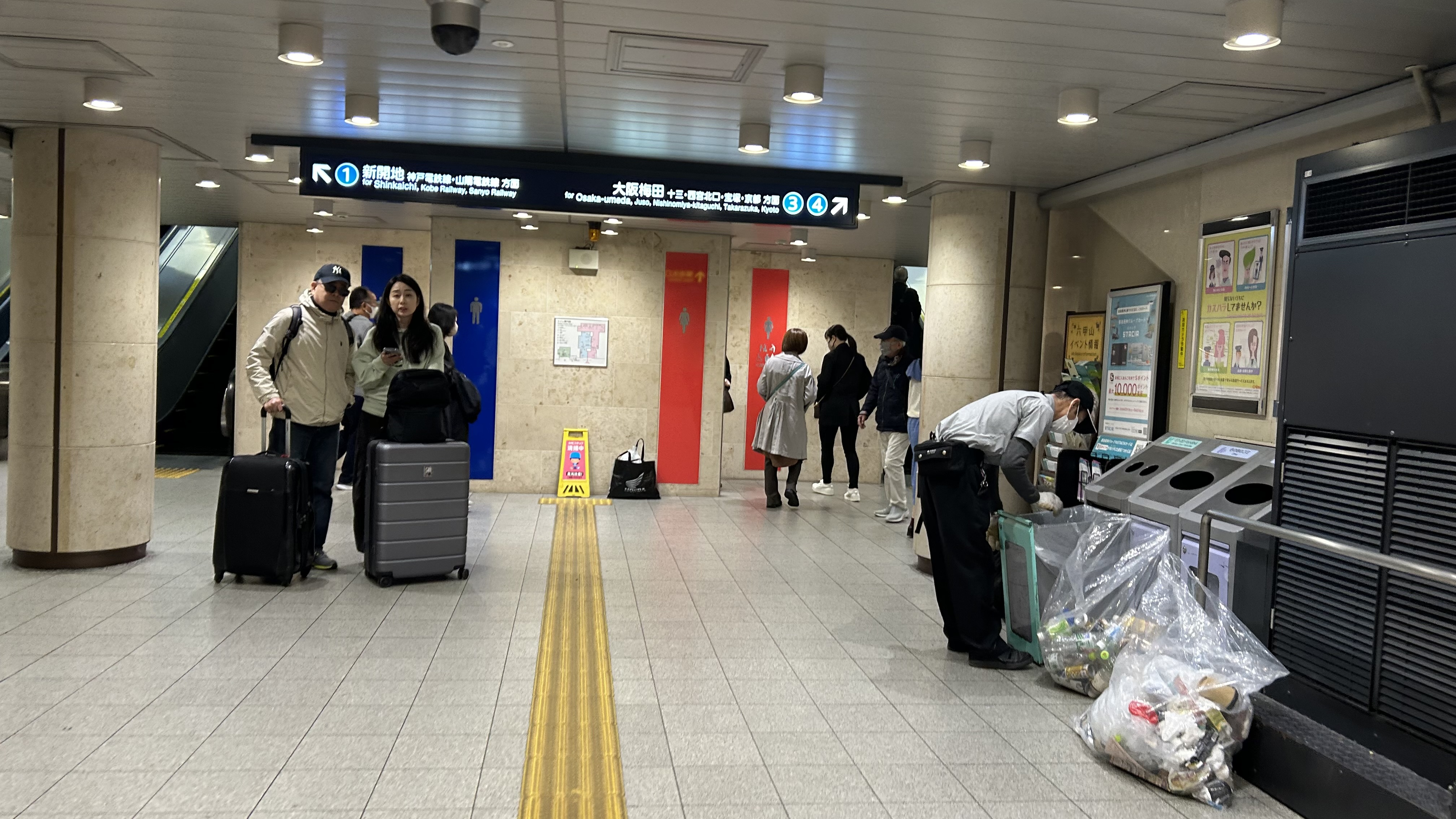
동쪽 개찰구 내 화장실
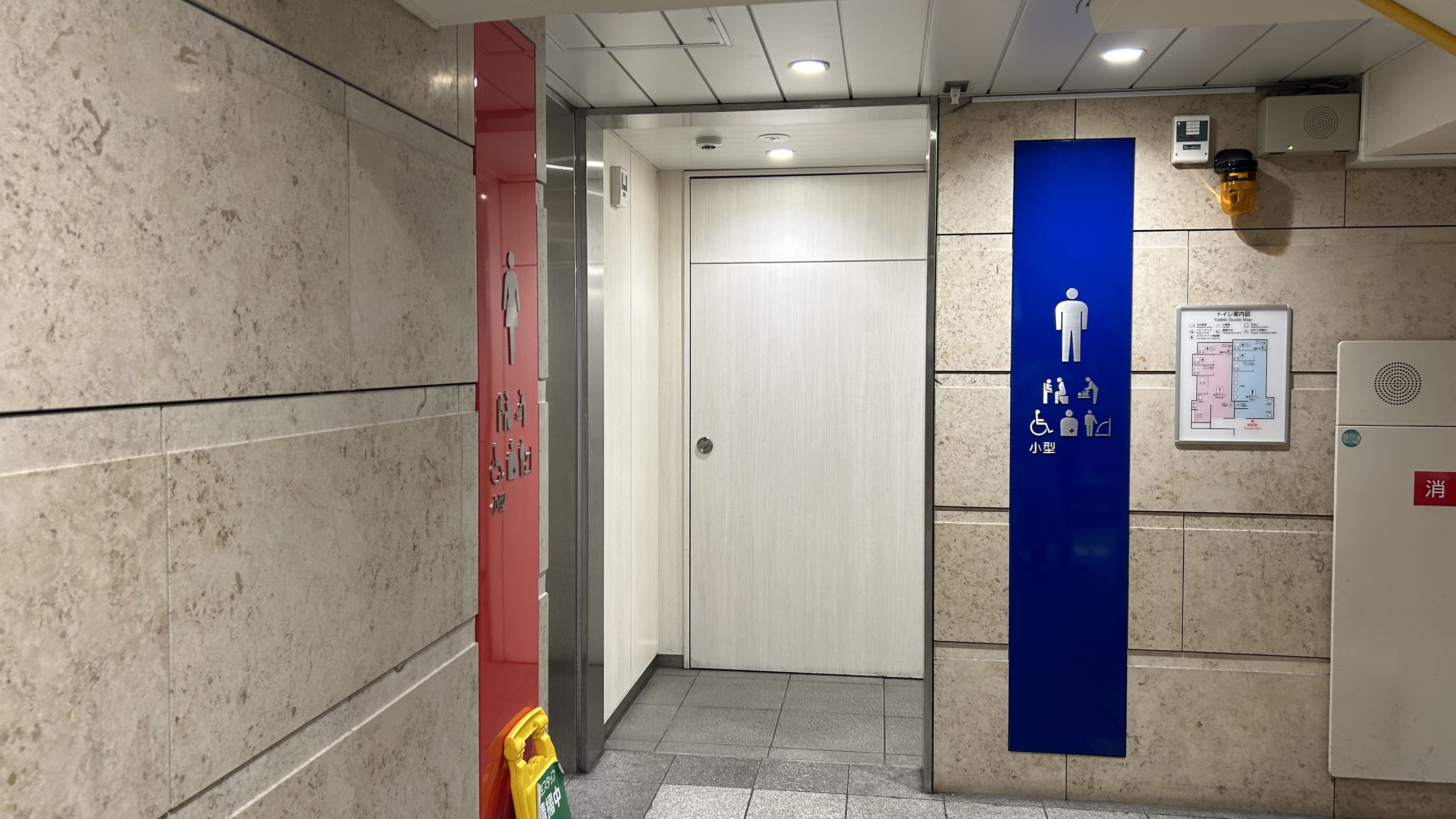
서쪽 개찰구 내 화장실

화장실은 각 개찰구 내에 있다.

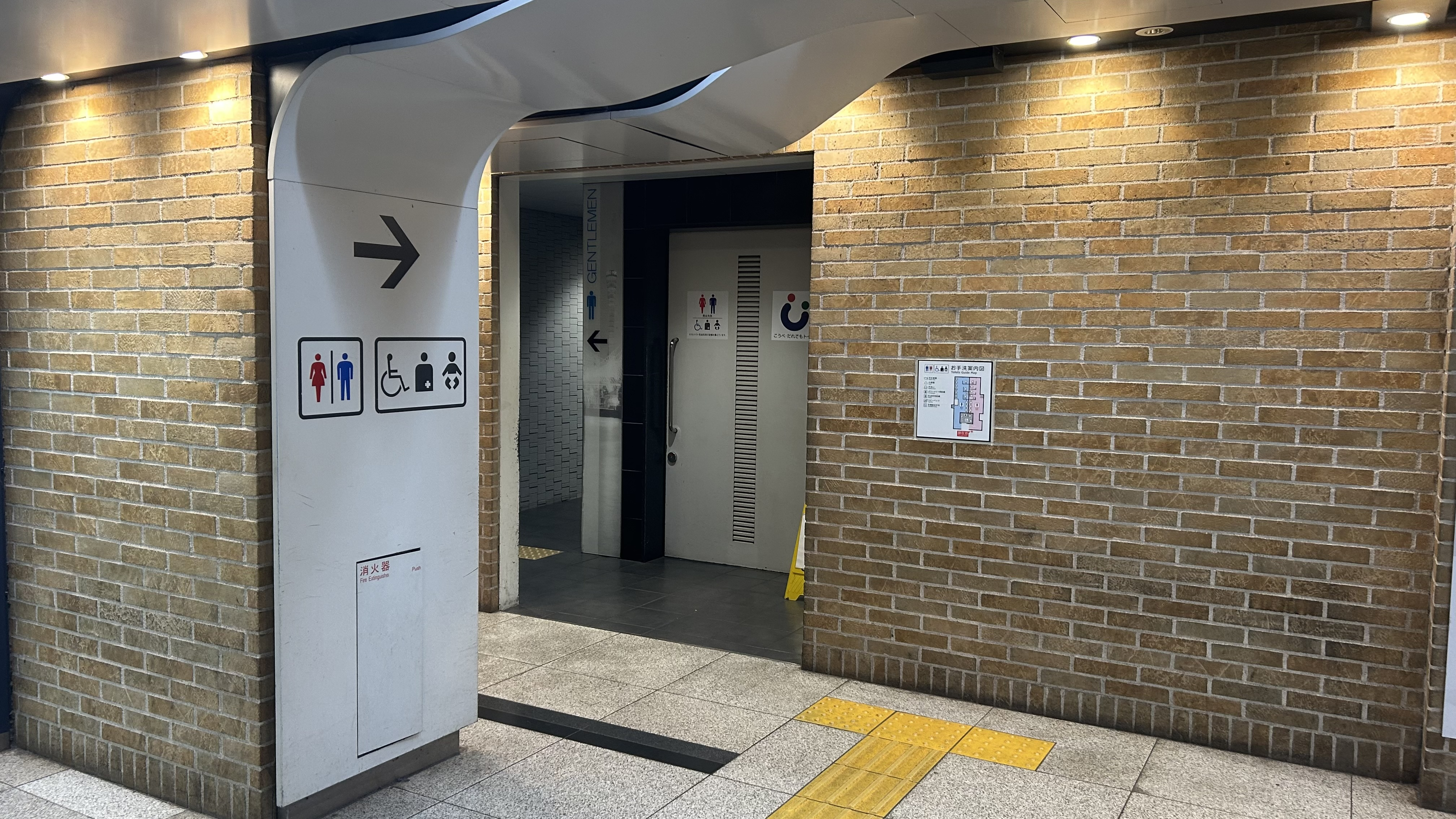
서쪽 개찰구 내 화장실
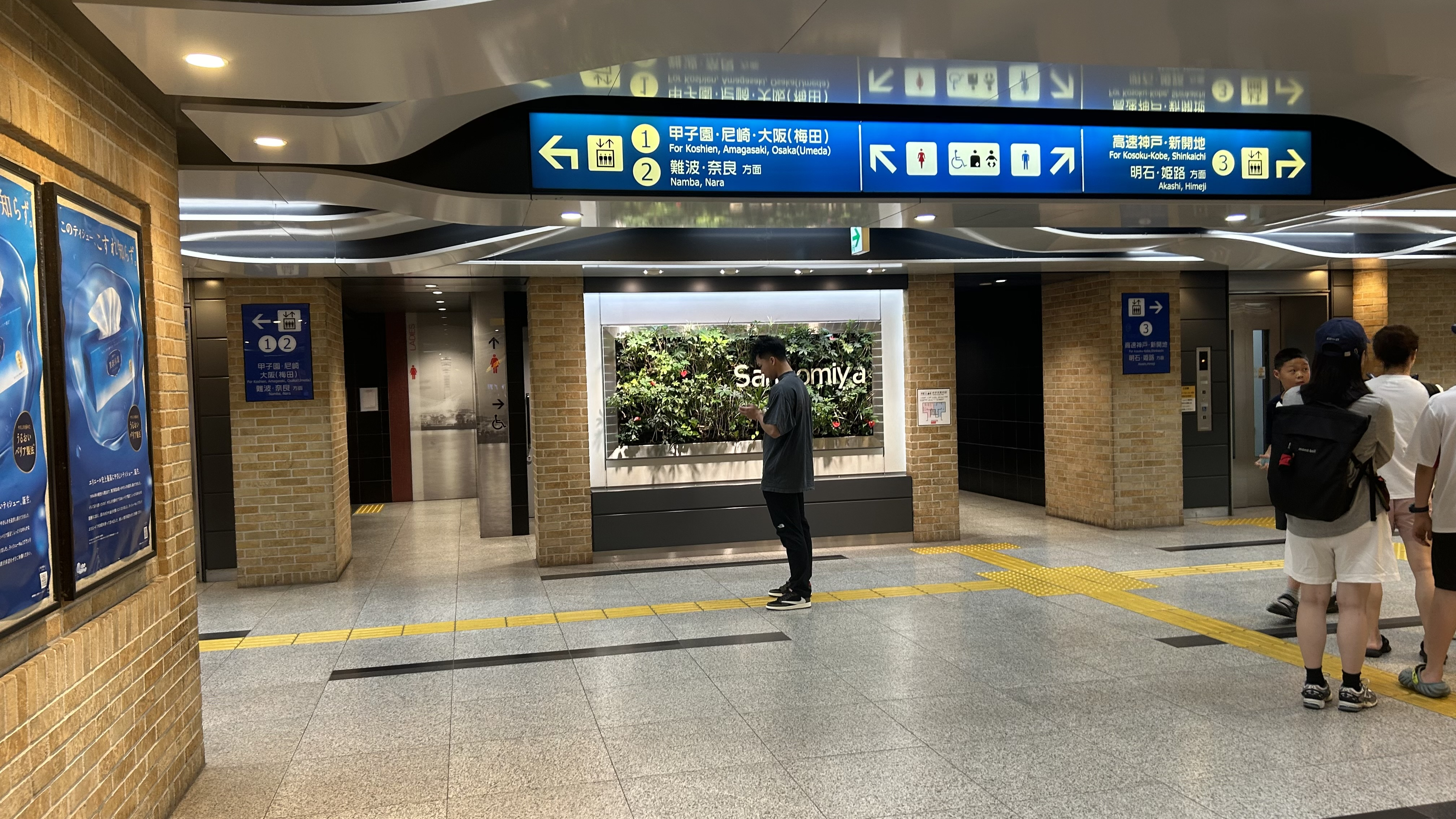
동쪽 개찰구 내 화장실

#### 개량 공사
이 역은 한신 난바선이 오사카난바역까지의 연장 개업 후 긴키 일본 철도와 상호 직통 운전을 실시할 예정이기 위해, 나라현 방면에서의 열차가 회차하는 일이 된다. 또, 개찰구가 서쪽 출구의 1개소 밖에 존재하고 있지 않다고 하는 운영상의 문제도 있어,2009년까지 동쪽 출입구(오사카/우메다 방면) 개찰을 신설하는 등의 대규모 전면 개수 공사가 예정되어 있다. 다만, 공사비용이 막대하게 되는 것이 예상되어 역 시설을 고베 고속 철도에 양도해 상하 분리 방식으로 착공 예정이다.
- 공사는 2007년 10월부터 2013년 3월까지 5년반을 예정(역 주변부를 포함한다).
- 승강장을 확폭·연장해 현재의 2번 선을 회차선, 현재의 3번선을 산요히메지역 방면 행선으로 운행한다.

#### 사진

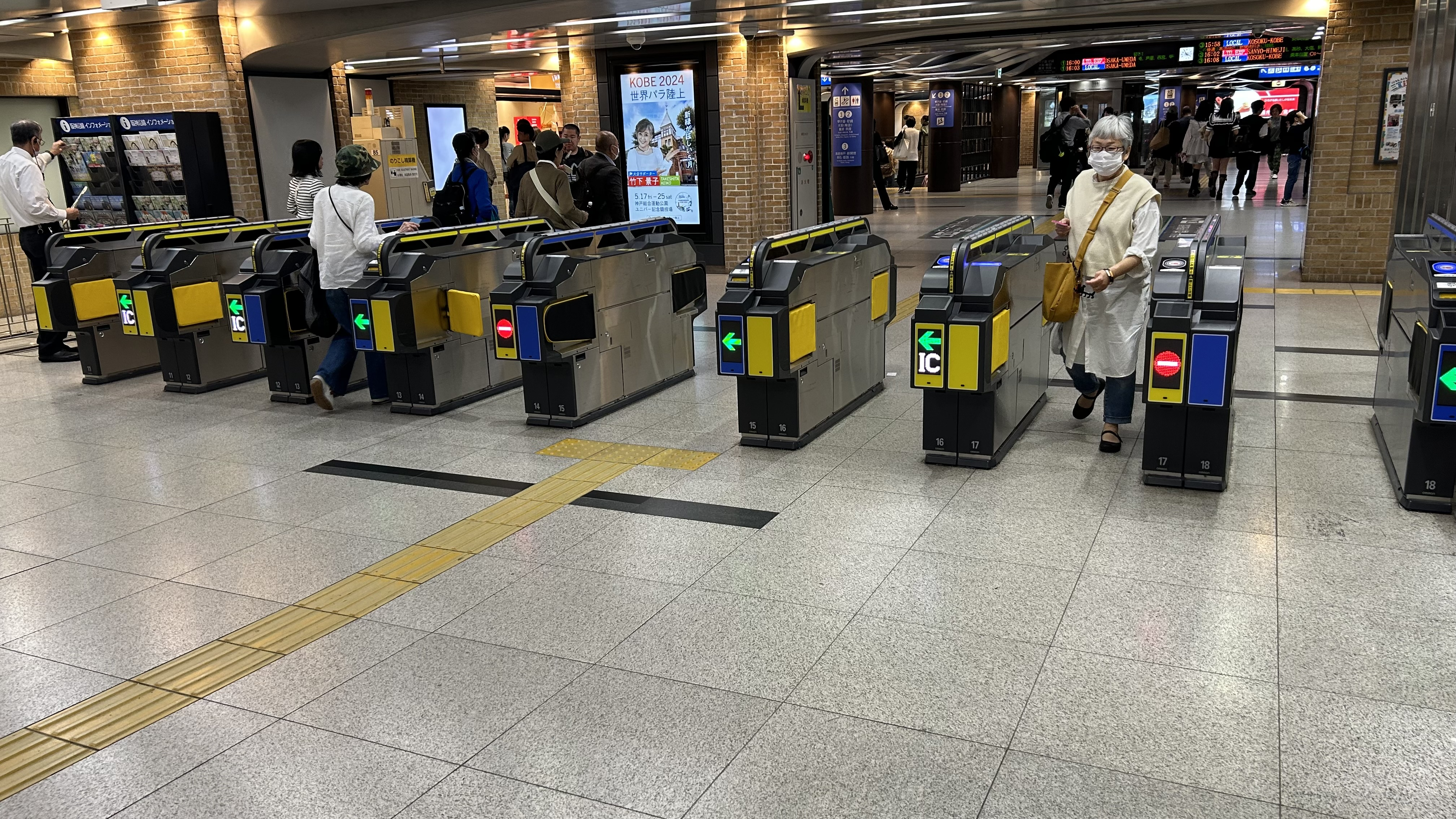
서쪽 개찰구
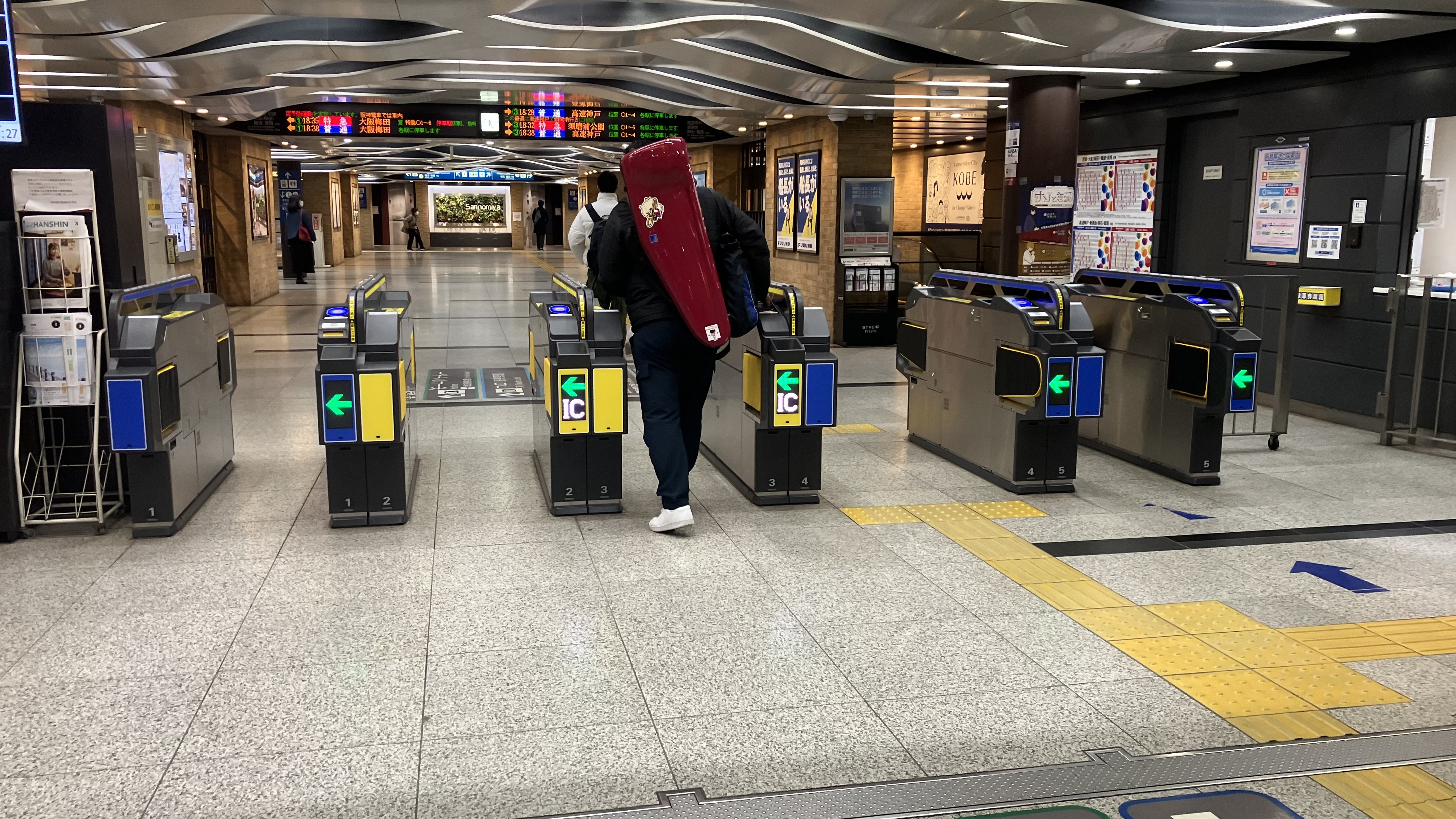
동쪽 개찰구
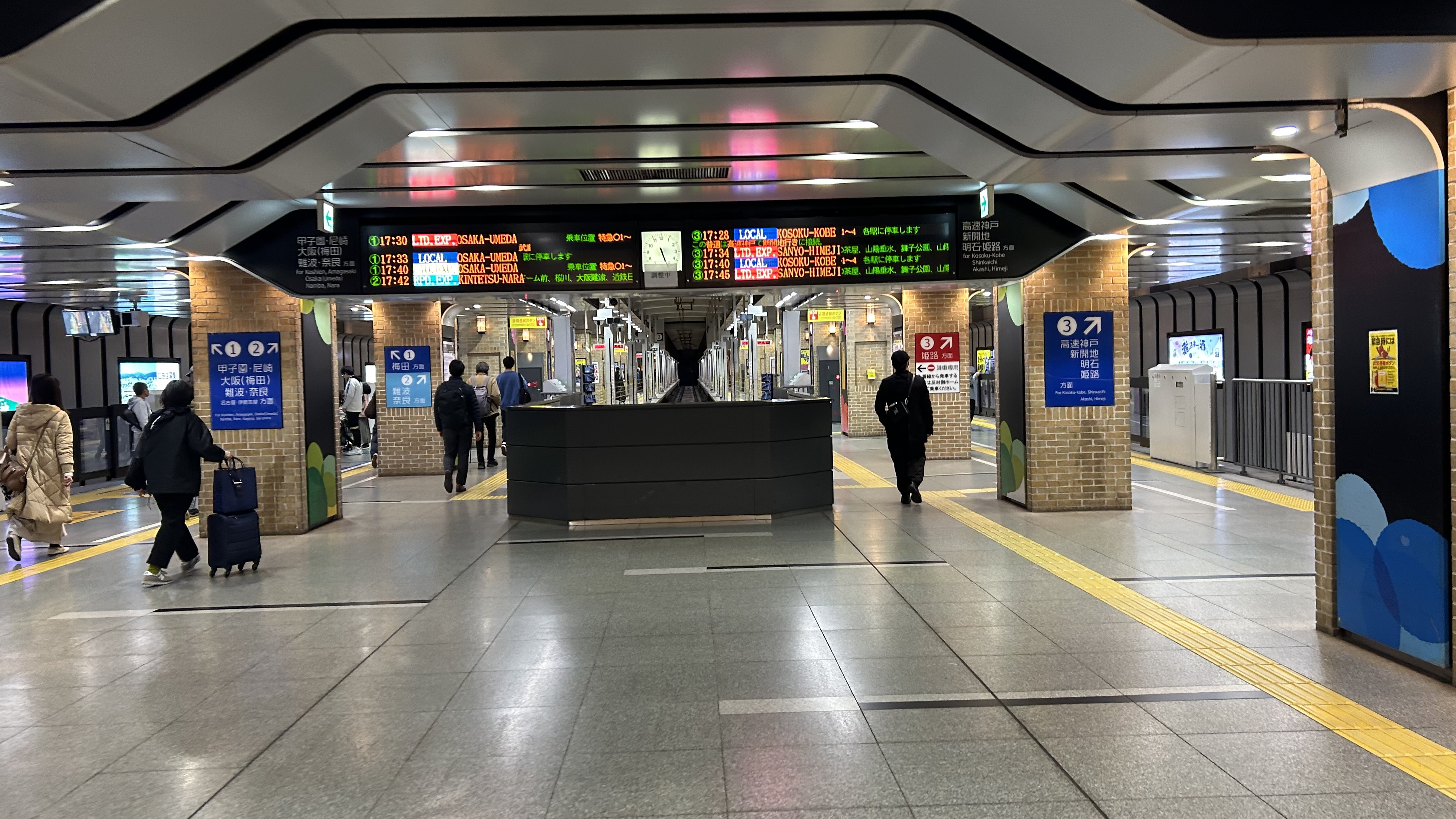
승강장
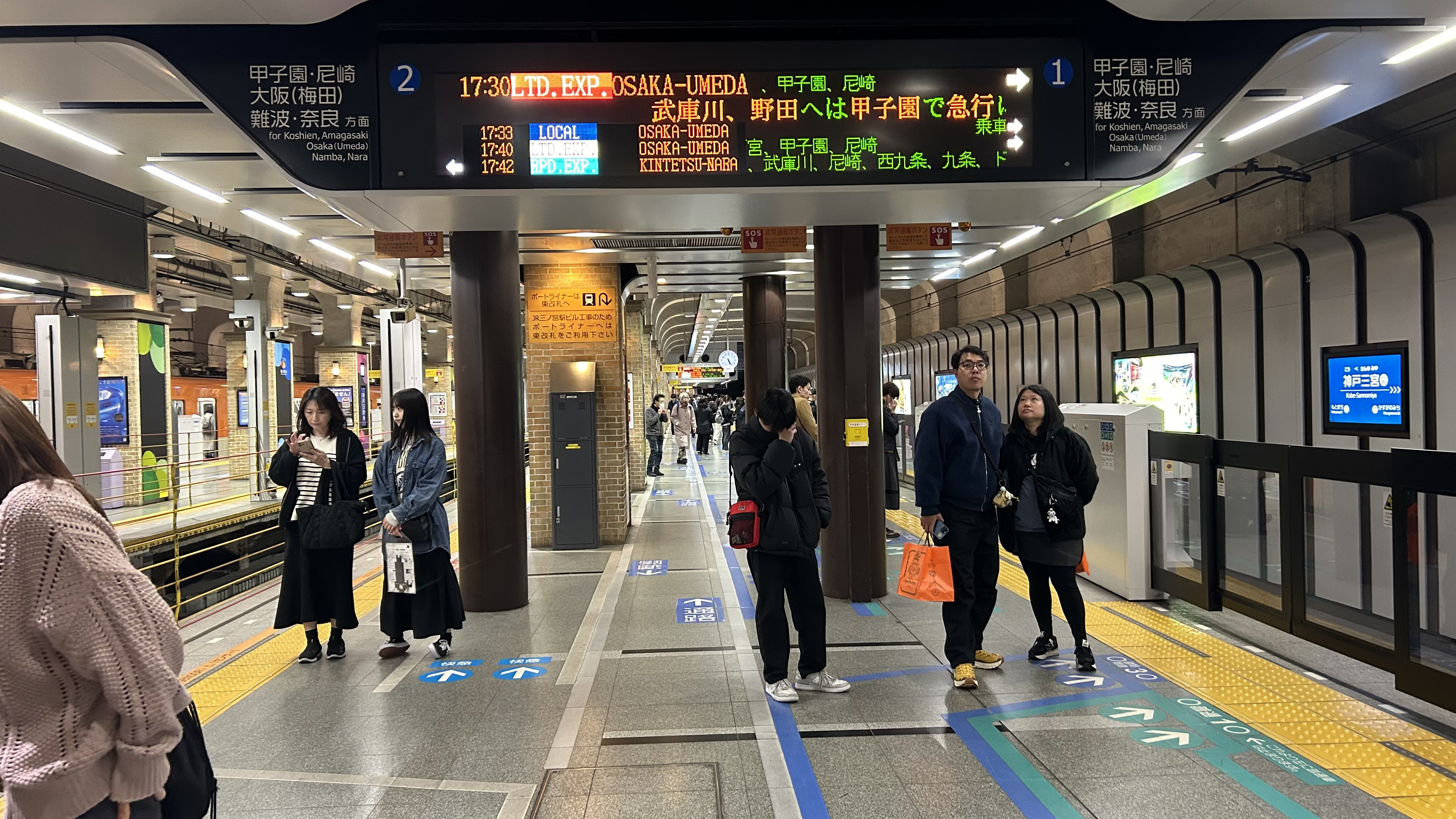
1・2번선승강장
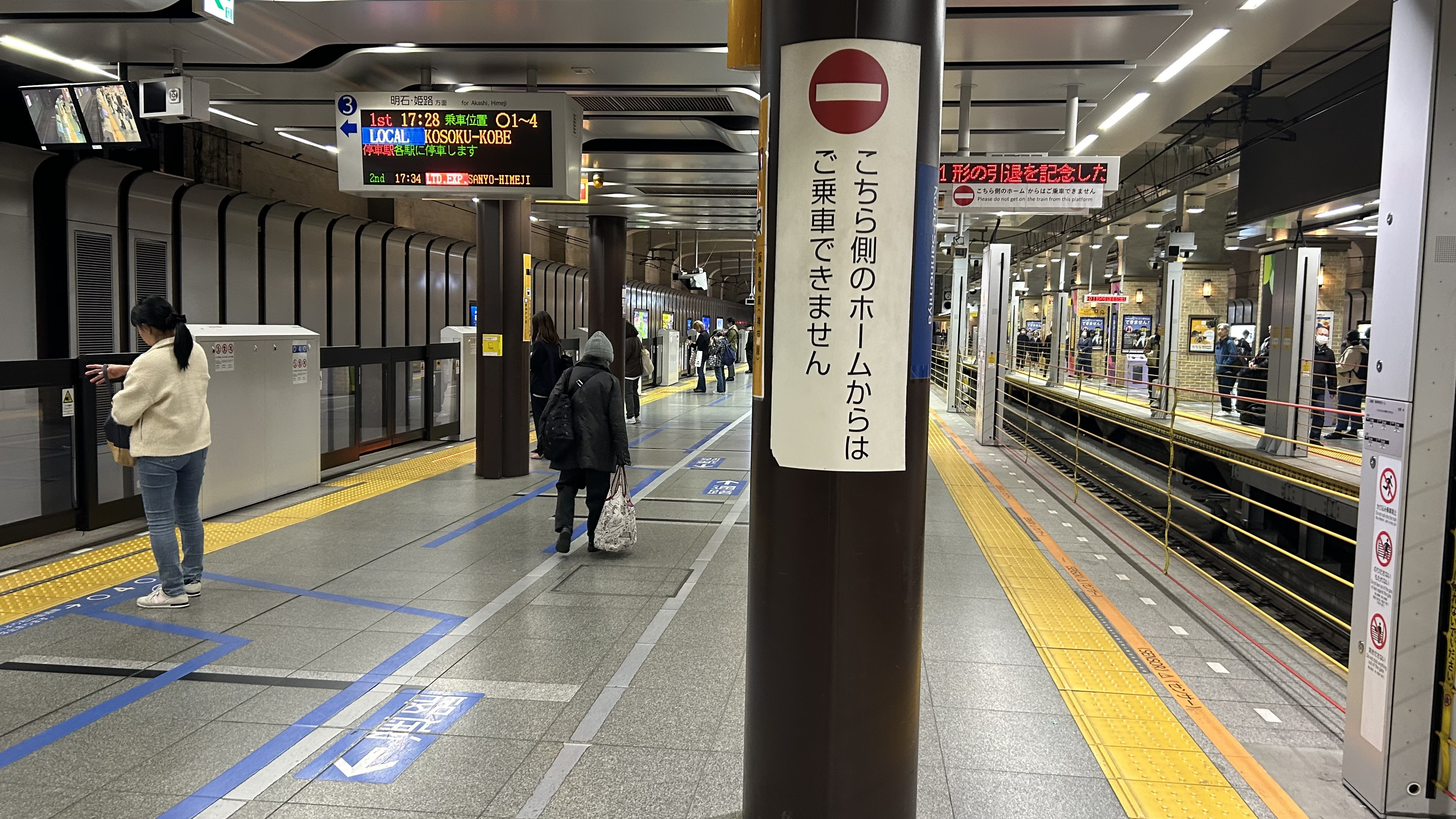
3번선승강장

### 한큐 전철·고베 고속 철도
섬식 2면 3선 플랫폼이 있는 고가역이다. 한큐 전철의 관리 역으로, 고베 고속철도와 공동으로 사용하는 역이지만, 구내의 안내 상에는 고베 고속 철도의 역이라고 기재되어 있지 않다. 이것은 한큐 전철이 고베 고속철도의 노선 자체의 제 2종 철도 사업자인데다가, 한신 산노미야 역과의 구별하기 위해서다. 또, 당역 출발의 고베 고속선 방면의 승차권에도 '연락 승차권'으로 취급한다. 플랫폼의 서단에 고베 고속 철도와 한큐 전철의 경계가 있다.
한큐 전철로는 고베시에 있어서 터미널 역임을 강조하기 위하여, 안내방송 등에서 '고베산노미야역'으로 부르는 일이 많다. 단, 고베 고속 철도 선 직통의 한큐 전철 차량에서는 한큐 전철의 승무원이 고베 고속 철도를 배려하여 고베 고속 철도 측에서 안내하는 '한큐 전철'을 사용한다.
처음에는 고베역으로 명명되었지만, 고베 고속 철도의 개업과 동시에 산노미야역으로 개칭되었다.
역 시설과 고가 밑의 상업 시설 등을 포함하여 '고베 한큐 빌딩'을 구성한다. 예전에는 한큐 백화점이 존재하는 역 빌딩이었지만, 한신·아와지 대지진 이후 개축되어 현재에 이르고 있다.
화장실은 동쪽 출구 및 서쪽 출구 양측의 개찰 내에 설치되어 있다. 다기능 화장실도 양쪽 모두 설치되어 있다. 참고로 화장지는 준비되어 있지 않으며, 화장실 내 자동판매기에서 구매하여야 한다.
한큐 전철과 고베 고속 철도는 역 시설을 공용으로 사용하고 있으며, 관리는 한큐 전철이 맡고 있다. 양사 모두 노선상의 기종점역이지만, 한큐 전철 소속의 열차만이 고베 고속 철도 방향으로 직통하고 있다.

#### 승강장
| 1 | (1호선) | ■ 고베 고속선         | 신카이치 · 산요 전철선 (산요아카시 · 산요히메지) 방면                |                                   |
| 2 | (2호선) | ■ 고베 고속선         | 신카이치 · 산요 전철선 방면                                          | (원칙은 고베산노미야 종착 열차만) |
| 3 | (2호선) | ■ 한큐 전철 고베 본선 | 오사카우메다 · 니시노미야기타구치 · 교토가와라마치 · 다카라즈카 방면 | (당역 회차)                       |
| 4 | (3호선) | ■ 한큐 전철 고베 본선 | 오사카우메다 · 니시노미야기타구치 · 교토가와라마치 · 다카라즈카 방면 |                                   |

배선 상으로는 고속 고베 ·  신카이치 방면이 1호선, 상하행 플랫폼이 있는 선로가 2호선, 오사카우메다 방면이 3호선이지만, 여객 안내상에서는 1호선을 1번 플랫폼, 2호선 하행을 2번 플랫폼, 2호선 상행을 3번 플랫폼, 3호선을 4번 플랫폼이라고 해놓고 있다. 이전에는 두단식 4면 3선의 역으로, 3호선의 북측의 4번 플랫폼과 1호선과 2호선의 사이에 2번 플랫폼이 하차 플랫폼, 3호선과 2호선 사이에 3번 플랫폼과 1호선 남측의 1번 플랫폼이 승차 플랫폼이었다. 하지만, 특급 10량 편성화 준비로 1981년 현재의 배치로 개조되었다.
일부 예외를 제외하고 2번 플랫폼은 기본적으로 오사카우메다 방면에서의 종착 열차에서 하차하여 고베 고속선 방면에의 열차로 환승하는 용도로만 사용하게 되어있다.

당역 시종착의 산요 전철의 열차는 이 역에서 승객을 하차한 후, 일단 오사카우메다 방면의 회차용 선로에 들어갔다가 진입한다. (간혹 1번 플랫폼에서 직접 회차하는 경우도 있다.)

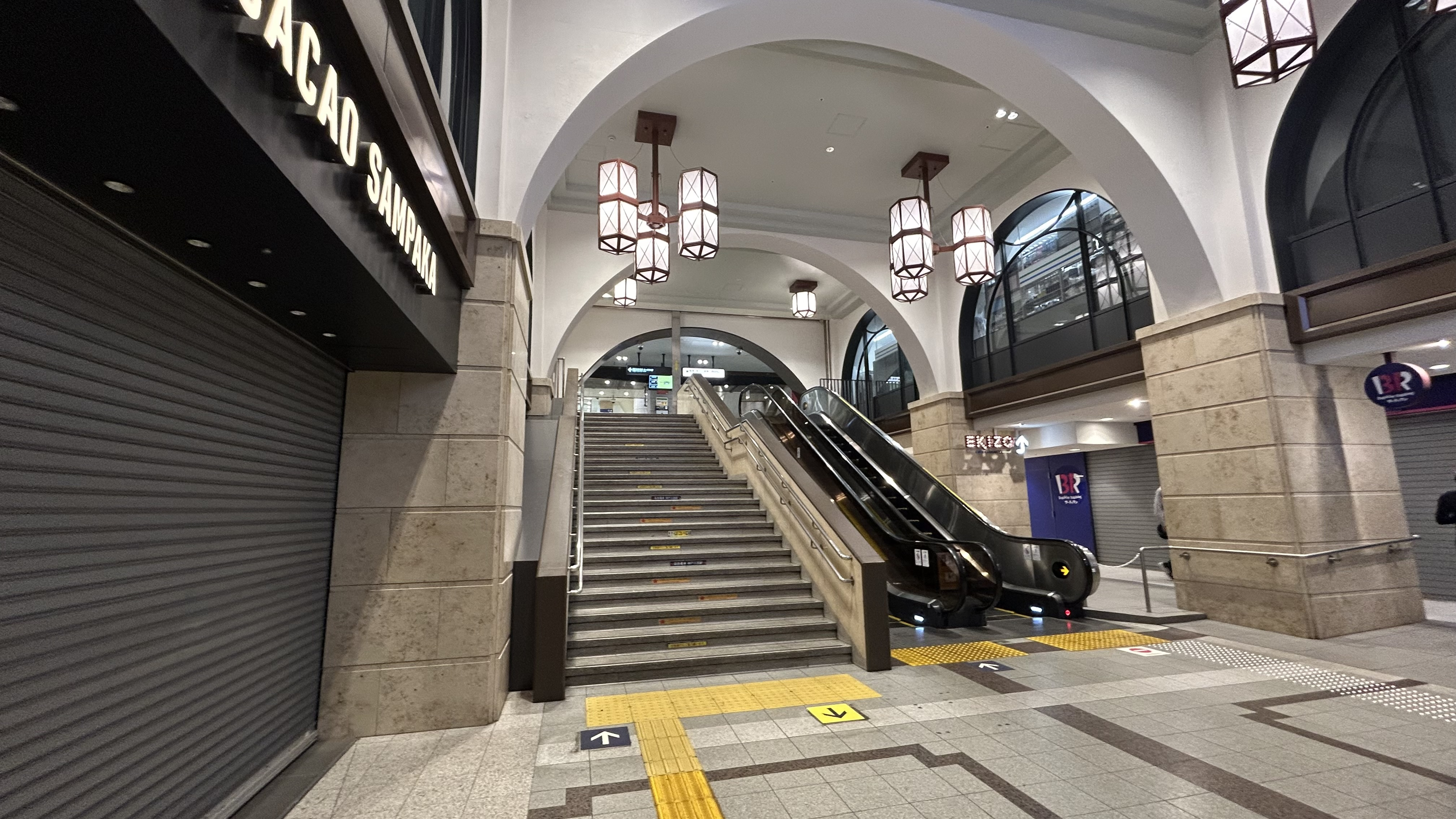
서구
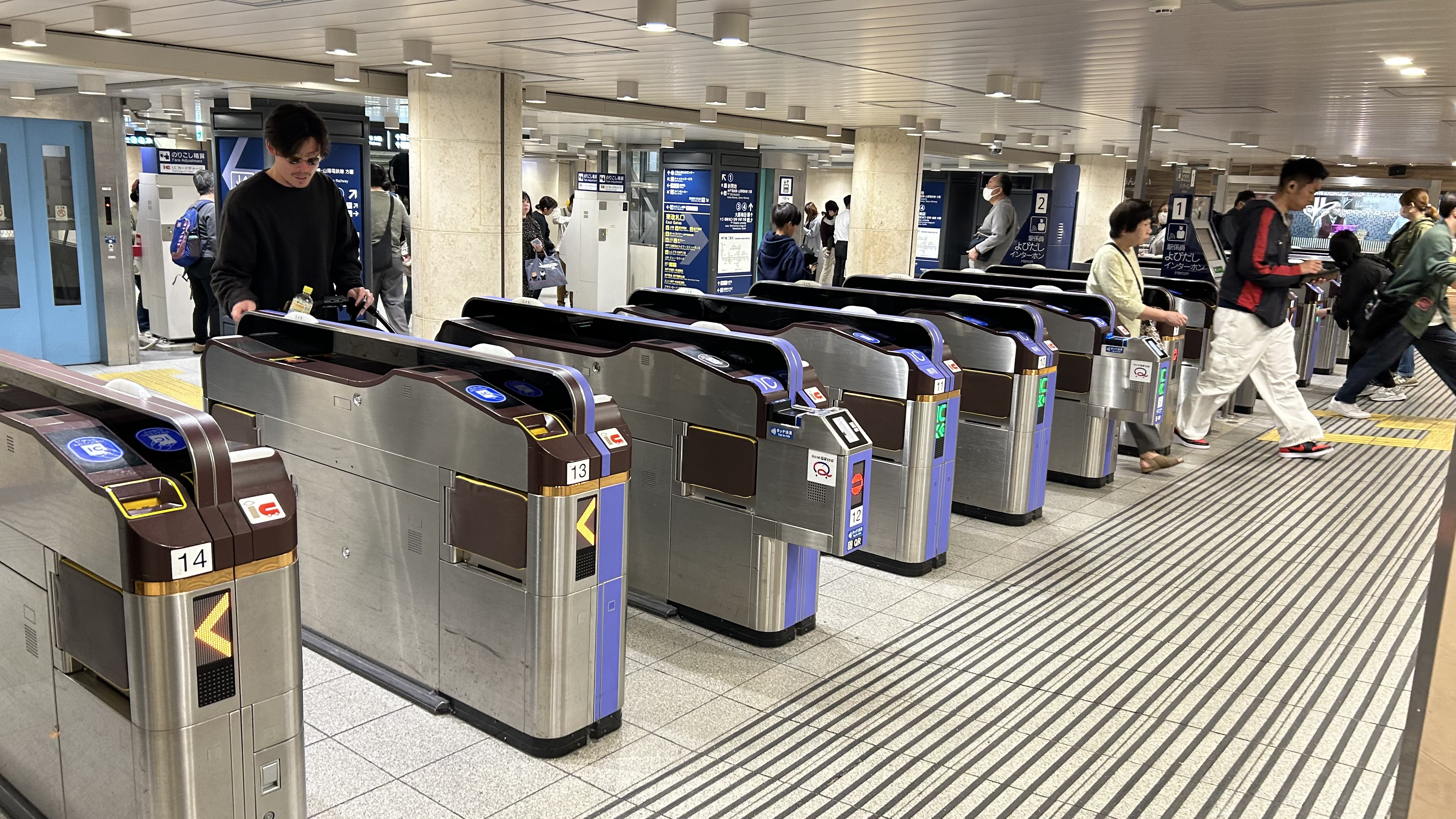
동쪽 개찰구
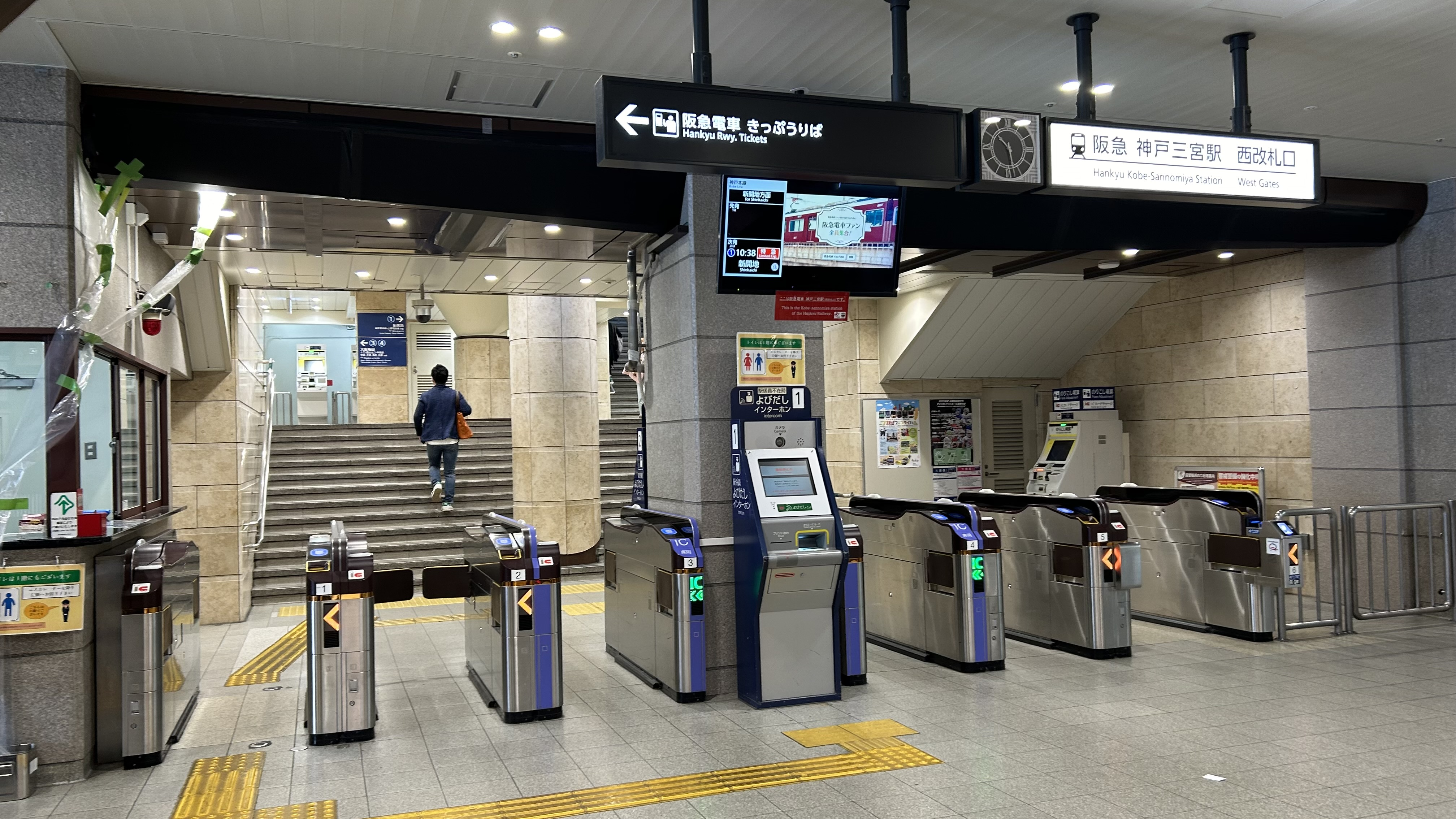
서쪽 개찰구
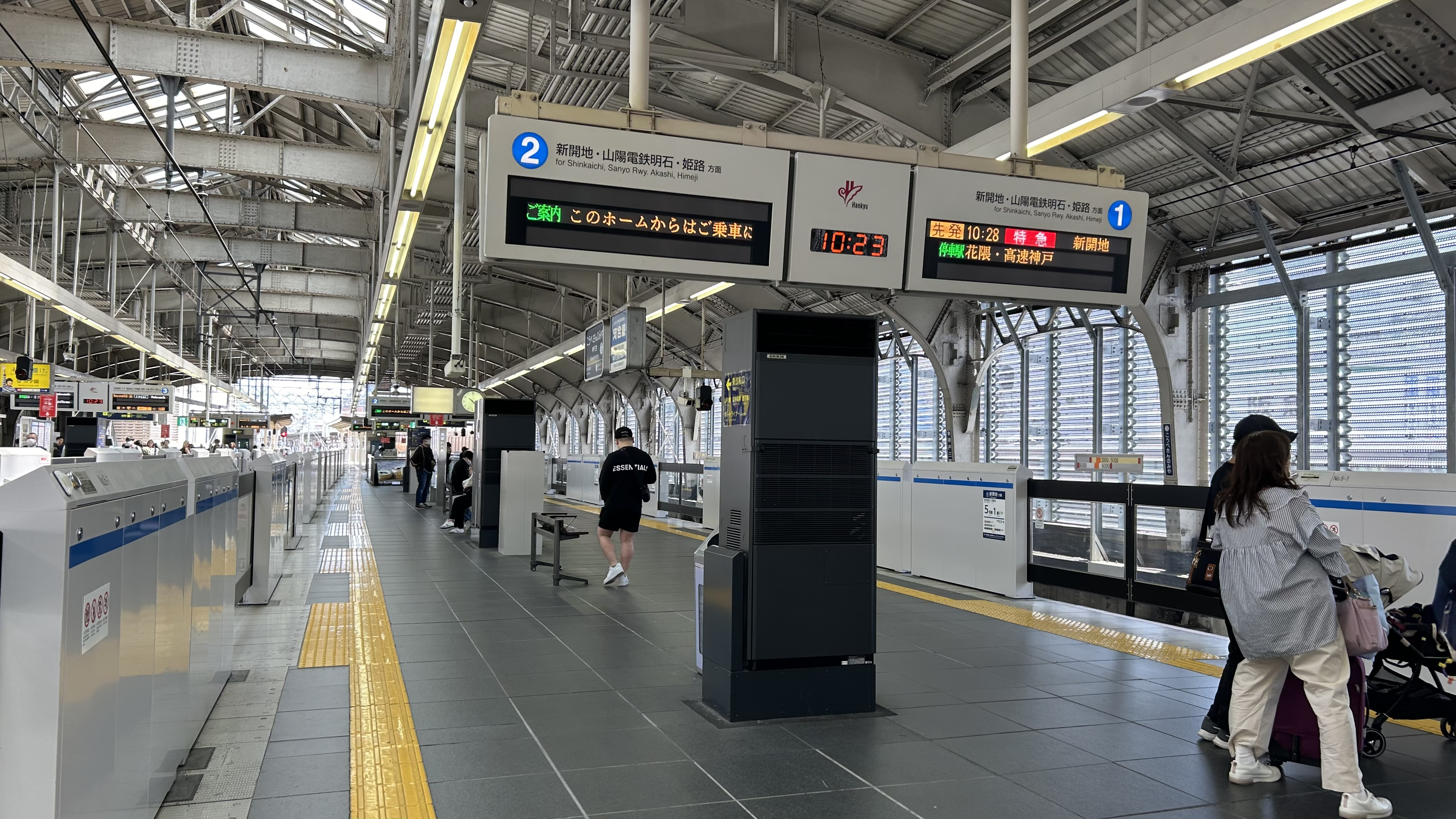
1・2호선 승강장
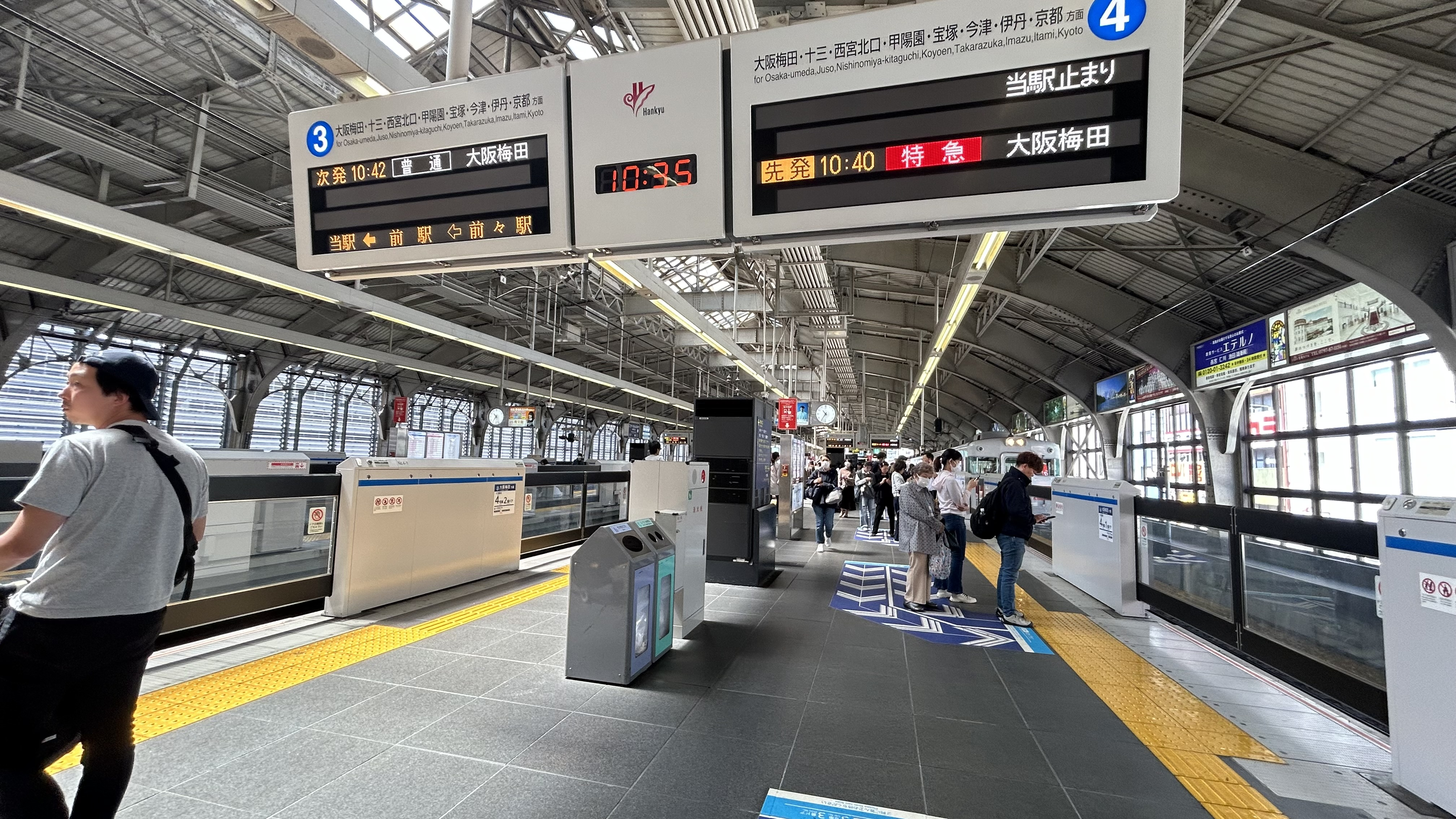
3・4호선 승강장
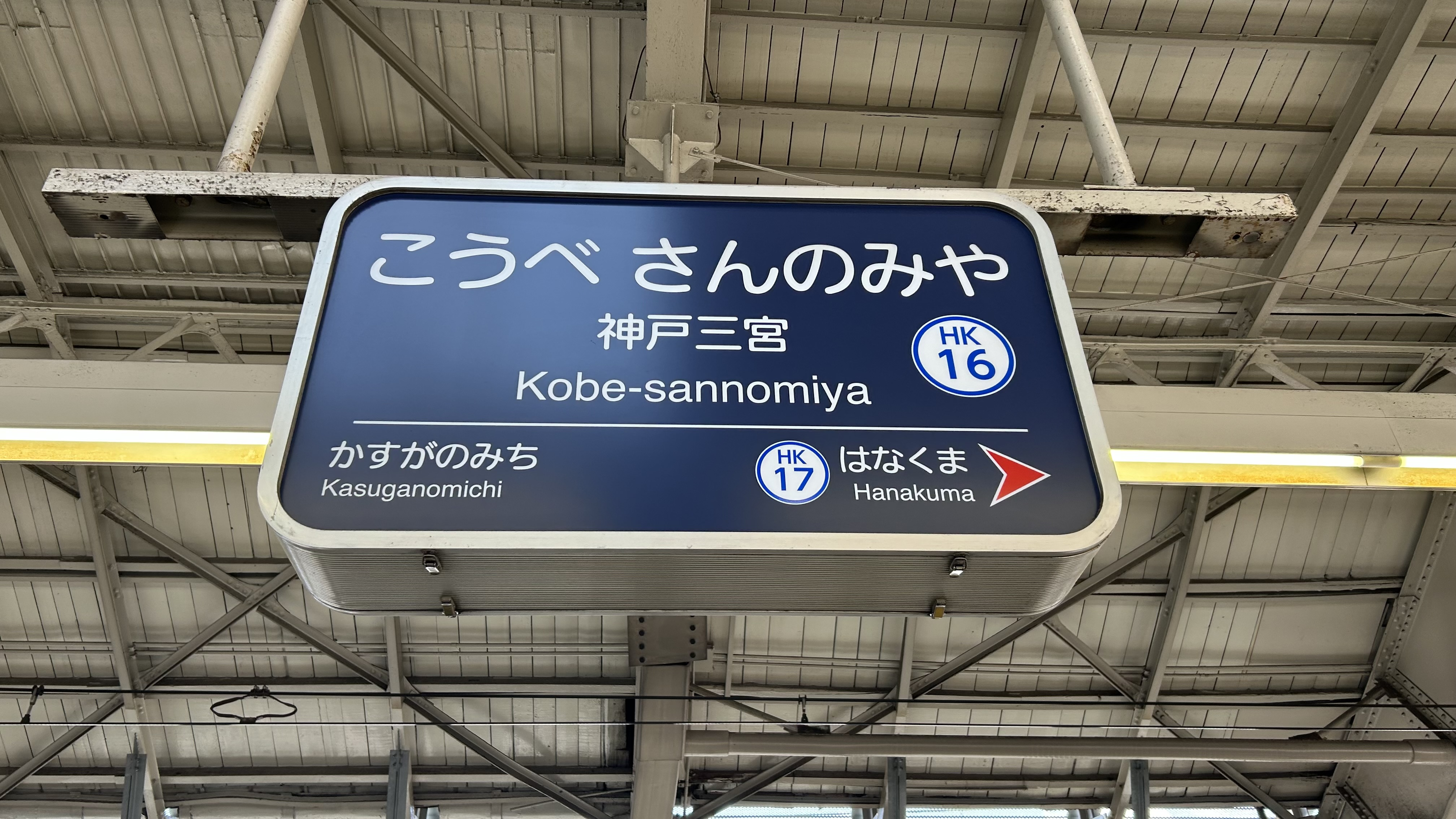
역명표

#### 화장실
화장실은 각 개찰구 내에 있다.
- 동쪽 개찰구 내 화장실
- 서쪽 개찰구 내 화장실

### 고베시 교통국
단선 승강장 2면 2선 플랫폼의 지하역. 역번호는 S03. 역 이미지 테마는 '국제성과 미래 지향'이다.
이 역부터 오쿠라야마역 간에는 폭이 좁은 도로의 지하를 통과하기 때문에, 지하 1층이 개찰구, 지하 2층이 1번선 (상행), 지하 3층이 2번선 (하행)이라는 복층식 구조로 이루어져 있다.
개찰구는 동쪽 개찰구·서쪽 개찰구와 2개 있어, 각각 동쪽 출구 1 - 8번, 서쪽 출구 1 - 3번이 있다. 동 개찰구는 한큐로의 환승구와 직결되어 있는 것 외에 한신·지하철 가이간선(산치카 경유) 방면으로의 환승은 지하 연락 통로를 지나 지상으로 오르지 않고 도달하는 것이 가능하다[12]. 또한 스텔라 빌딩, 기타노자카 이치반칸 빌딩, U라인 산노미야 빌딩 등과 직결된다. 동쪽 출구 3, 7, 8과 동쪽 개찰구 내 서쪽 개찰구 내에 엘리베이터가 있다. 2020년 12월 25일부터 동 개찰구와 서 개찰구를 연결하는 지하 연락 통로가 공용 개시되었다.
역 명표에는, 2013년 4월 1일부터 광고로서 인근의 온욕 시설인 「고베 사우나&스파 앞」이 부기되어 있었지만, 2019년 3월 31일에 계약 기간이 종료되고 있어 이후의 갱신에 대해서는 발표되고 있지 않다.
지하철 가이간선에는 일단 개찰구를 나와 산치카를 통해 산노미야하나도케이마에역에서 환승이 된다. 연속적으로 승차하는 경우, 구간을 정산하여 승차권을 구입하여 환승할 수 있으며, 그 경우는 이 역의 개찰구를 나간 후 90분 이내에 산노미야하나도케이마에역의 개찰구 내에 들어갈 필요가 있다.
1985년(쇼와 60년) 6월 18일, 오쿠라야마역-신고베역간 연장시에 개통. 고베 시영 지하철 전역 중에서 이용객 수가 가장 많은 역이다. 현재 홈은 6량 편성의 열차만이 출도착하고 있지만, 장래의 8량 편성화를 예상한 홈장이 되고 있다. 현재 한큐 고베 본선과의 상호직통이 검토되고 있으며, 산노미야역에서의 접속이 후보의 하나로 꼽히고 있다.(후술)
2018년에는, 홈으로부터의 전락을 방지하기 위한 가동식 홈 울타리가 고베 시영 지하철에서 처음으로 설치되었다.

#### 승강장
| 1 | ■ 세이신 · 야마테선 (상행) | 신코베 · 다니가미 방면                |
| 2 | ■ 세이신 · 야마테선 (하행) | 묘다니 · 가쿠엔토시 · 세이신추오 방면 |

- 서쪽 개찰구
- 상행 플랫폼
- 하행 플랫폼
- 동서 연락 통로

#### 출입구
해안선・한신은 동쪽 출구 4번, JR선・포트 라이너는 동쪽 출구 3번, 한큐는 한큐 전철 연결 출구가 가장 가깝다.
| 출구 번호           | 출구 주변         | 가까운 개찰구 | 비고            |
| ------------------- | ----------------- | ------------- | --------------- |
| 동쪽 출구 1         |                   | 동쪽 개찰구   |                 |
| 동쪽 출구 2         |                   | 동쪽 개찰구   |                 |
| 동쪽 출구 3         | JR선・포트 라이너 | 동쪽 개찰구   | 엘리베이터 있음 |
| 동쪽 출구 4         | 해안선・한신      | 동쪽 개찰구   |                 |
| 동쪽 출구 7         |                   | 동쪽 개찰구   | 엘리베이터 있음 |
| 동쪽 출구 8         |                   | 동쪽 개찰구   | 엘리베이터 있음 |
| 한큐 전철 연결 출구 | 한큐              | 동쪽 개찰구   | 엘리베이터 있음 |
| 서쪽 출구 1         |                   | 서쪽 개찰구   |                 |
| 서쪽 출구 2         |                   | 서쪽 개찰구   |                 |
| 서쪽 출구 3         |                   | 서쪽 개찰구   |                 |

### 고베 신교통
섬식 1면 2선의 홈을 가지는 고가역이다. 역 번호는 P01.
2층이 콩코스, 3층이 승강장으로 되어 있다. 역 동쪽에 3개의 분기기가 설치되어 있다. 궤도의 차고지는 산노미야 터미널 빌딩에 파고드는 형태로 설치되어 있었으나, 빌딩 철거에 따라 차고지 위치가 역사 내로 변경되어 2018년 5월 19일부터 역 도착 시 서행운행이 실시될 예정이다.
화장실은 개찰구 안쪽에 있다.
낮에는 주로 1 번선에서 기타후토행, 2 번선에서 고베공항행 열차가 출발한다.
아침, 저녁의 극심한 혼잡에 대비하여 2009년 10월부터 이 역의 열차 대기열을 기존 2열에서 3열로 변경했다. 또한 2013년 6월에는 개찰구에 LCD 발차표가 설치되었고, 같은 해 12월에는 엘리베이터와 승강장 엘리베이터를 갱신했으며, 2014년에는 승강장 동쪽에 있던 역무원실을 철거했다.
| 1 · 2 | ■ 포트 라이너 | 고베 공항 · 기타후토 방면 |

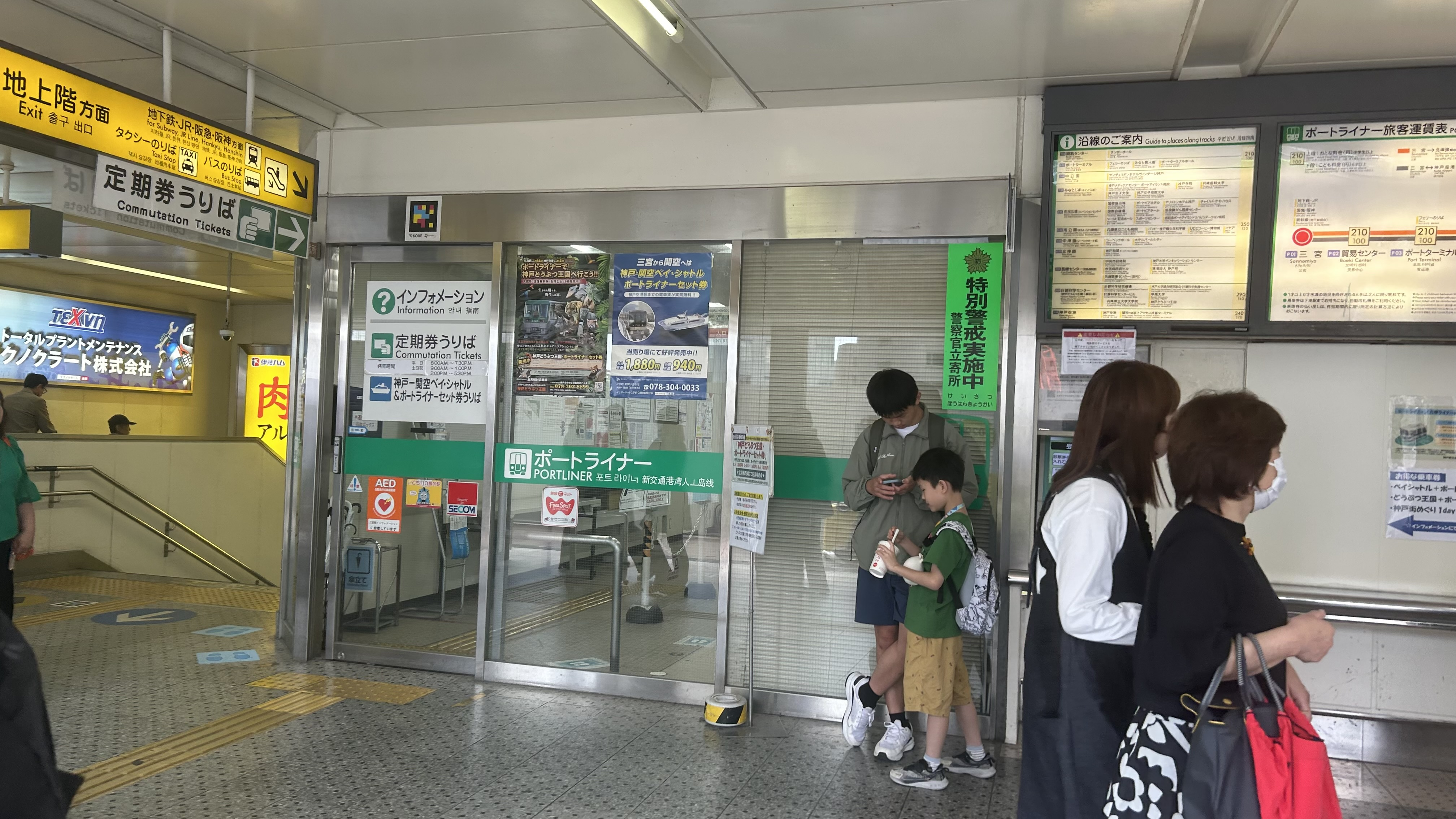
인포메이션
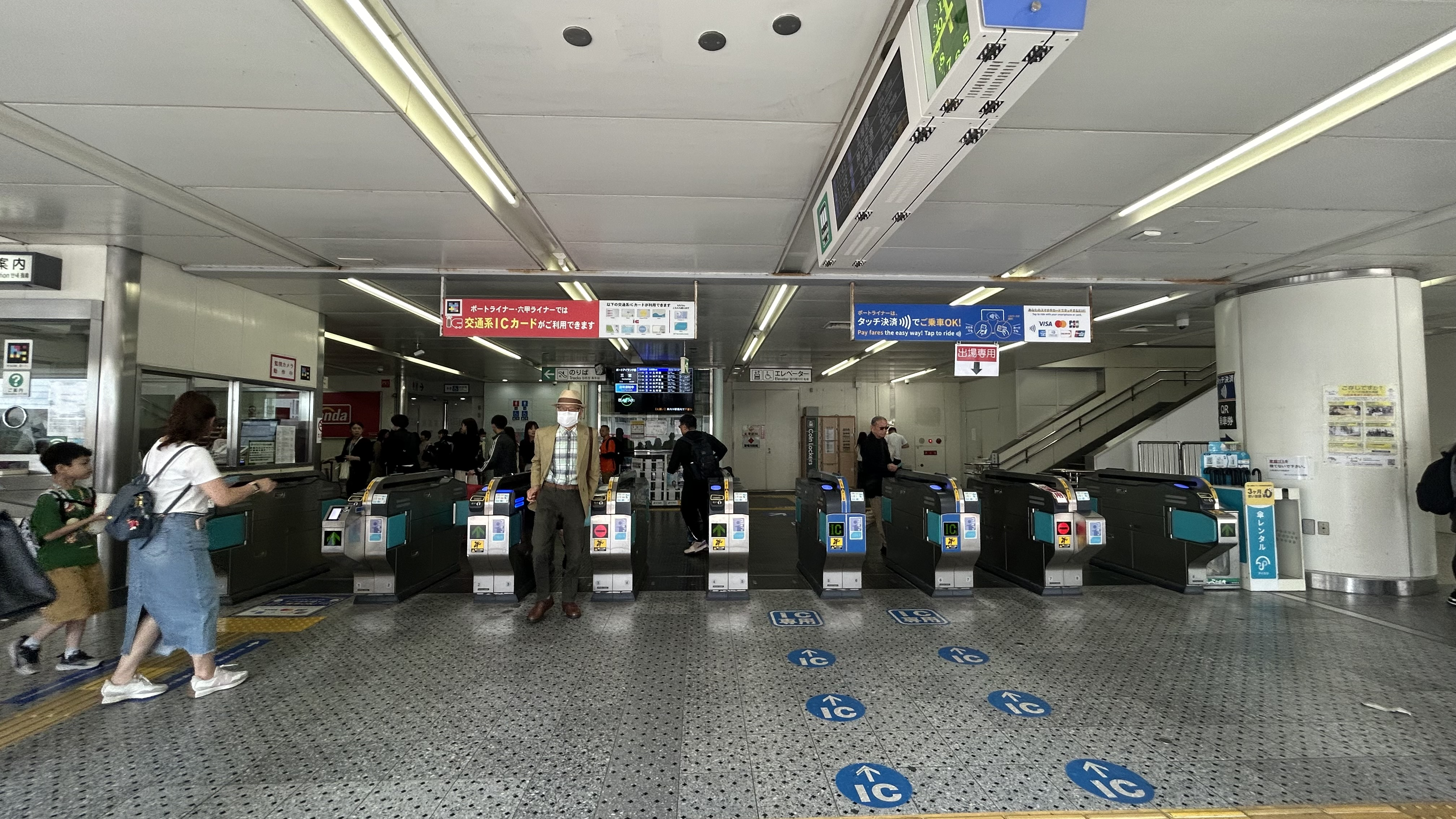
개찰구
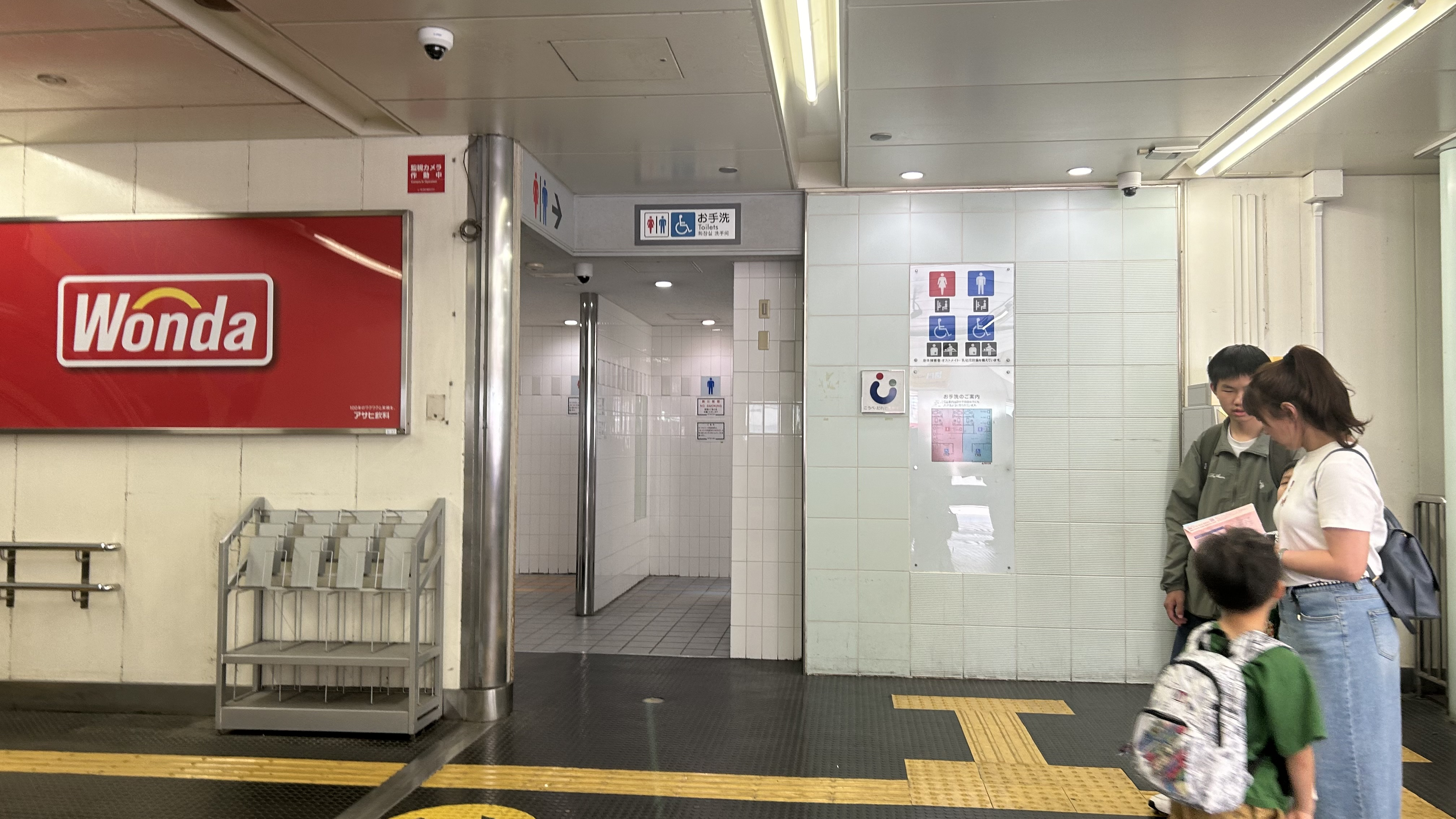
화장실
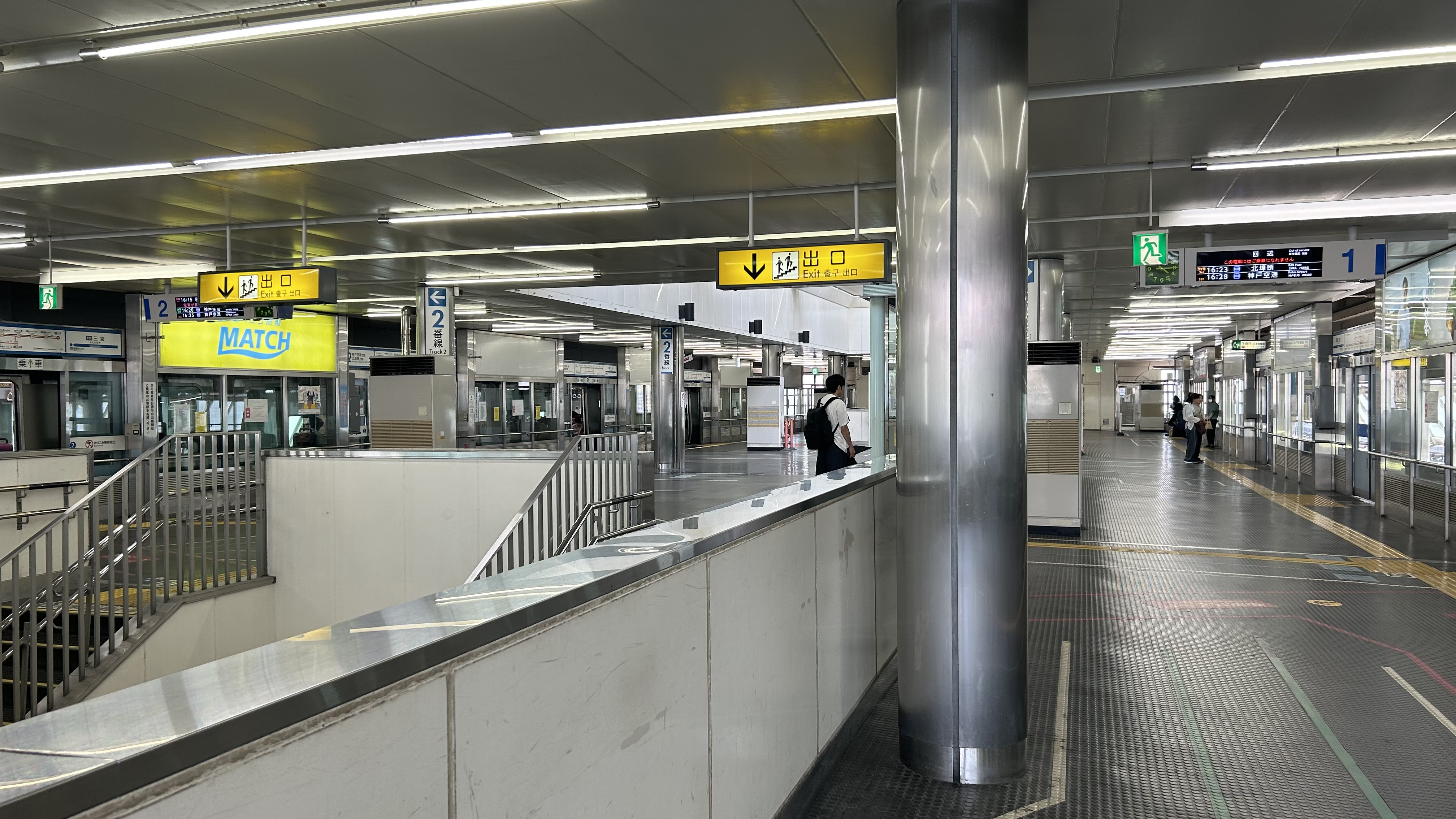
승강장
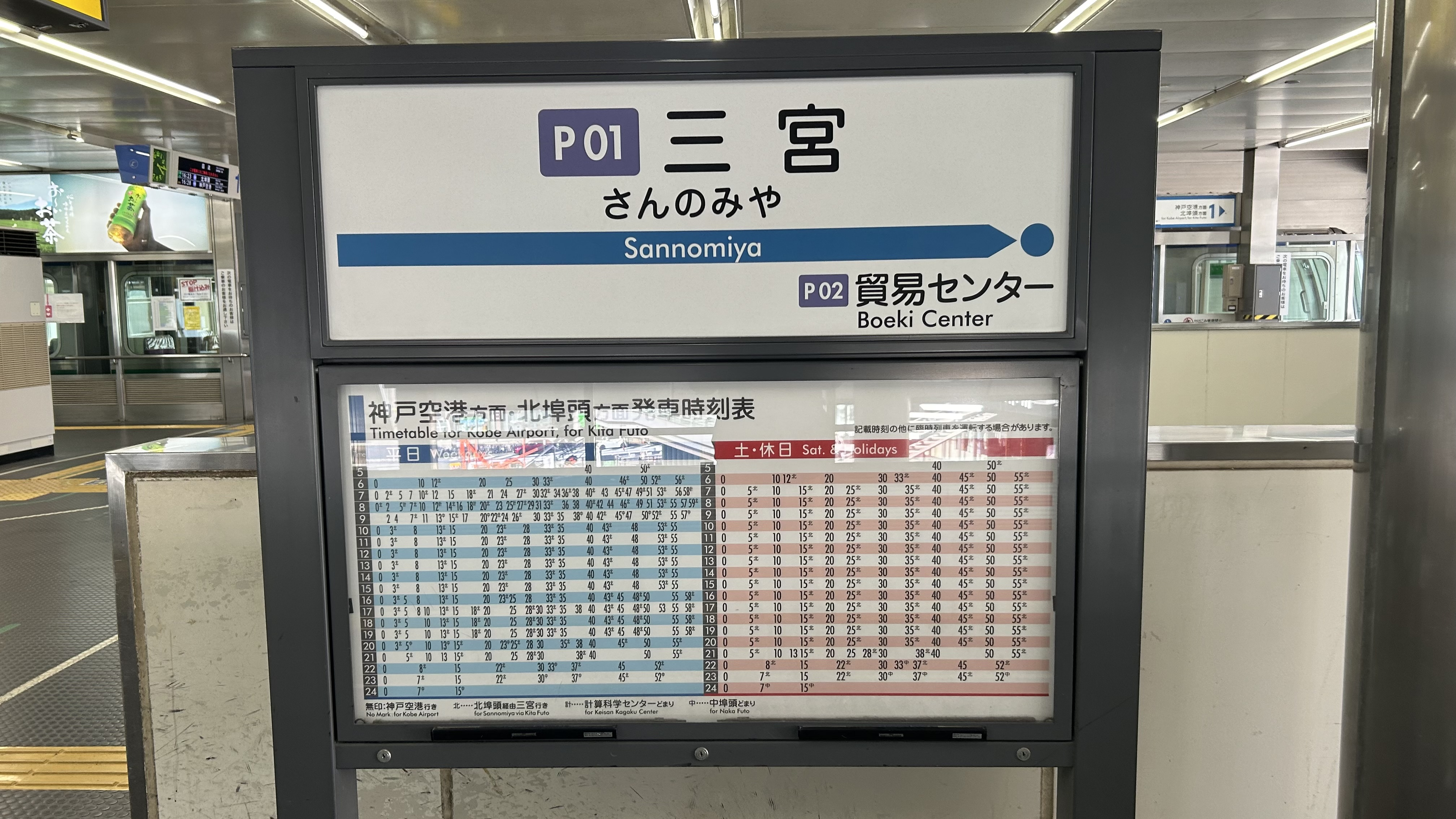
역 명표
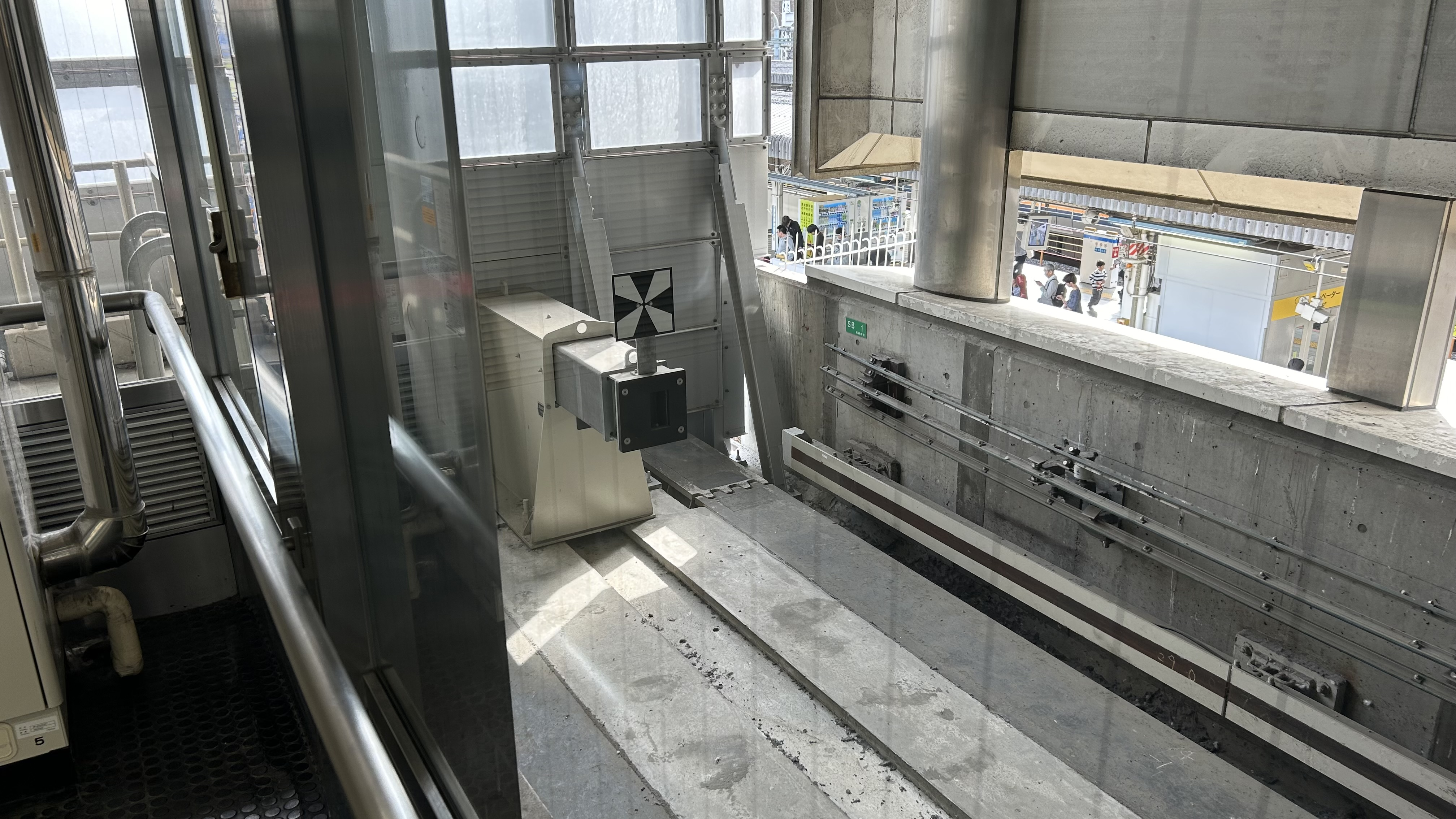
차정지

## 역세권 정보

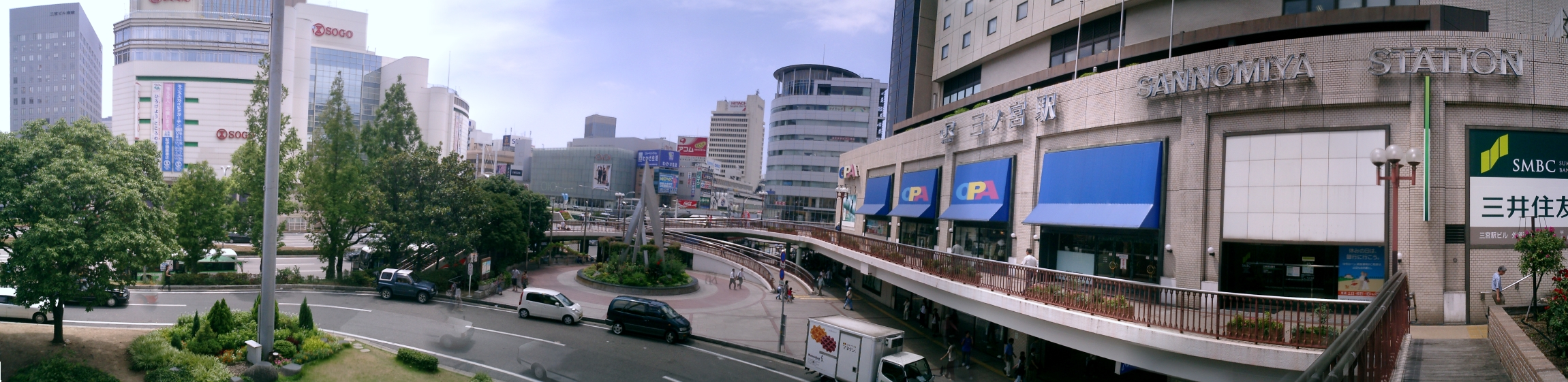
JR 역사 중앙 출입구 남측

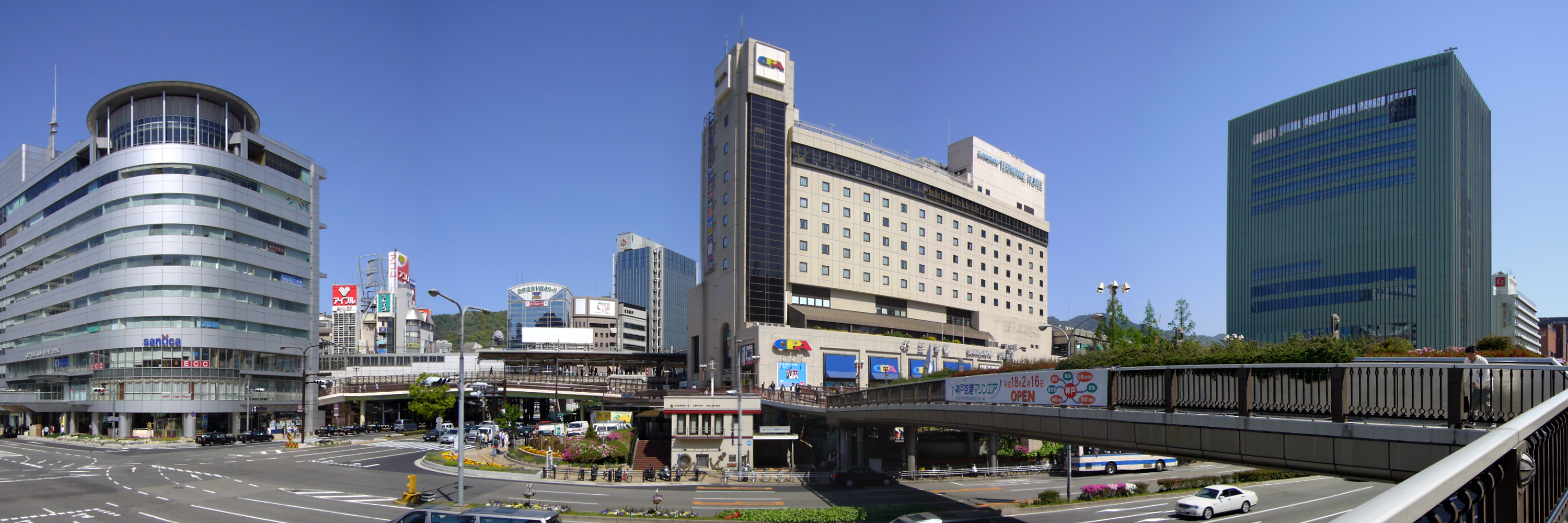
JR 역사 남측 전경

주변은 고베시의 최대 번화가, 사무 지구이다.
- 산노미야 터미널 호텔
- 고베 신문 회관
- 한큐 백화점 고베점
- 산노미야 버스 터미널
- 산노미야 지하가
- 고베 교통 센터 빌딩

이외에도 다수의 상점이나 시설 등이 있다.

## 역사
1931년까지는 현재의 모토마치역의 위치에 서일본 여객철도의 역이 있었다. 산노미야의 표기는 대다수가 三宮를 사용했음에도 JR이 三ノ宮처럼 ノ가 들어간 표기를 사용한 이유는 역명을 오독하지 않게 하기 위해서이다. 덧붙여서, 니시노미야역의 경우도 ノ가 들어간 표기를 사용하여 西ノ宮로 표기하였으나 2007년 니시노미야시의 요청으로 표기를 西宮로 바꾸었다.
- 1874년 5월 11일 - 관설철도 오사카 - 고베 개통과 동시에 개업.
- 1895년 4월 1일 - 선로 명칭 제정으로 도카이도 본선에 소속.
- 1905년 4월 12일 - 한신 전기 철도의 역 개업. 당시 이름은 고베 구모이도리.
- 1912년 11월 1일 - 다카미치까지 노선이 연장되면서 산노미야로 개칭.
- 1918년 5월 1일 - 고베 항역으로 화물 취급 업무를 이관하며 화물 취급 폐지.
- 1931년 10월 10일 - 고가화로 현재의 모토마치역이 있는 위치에서 현재 소재지로 이전.
- 1933년 6월 17일 - 한신 전기 철도 노선이 지하화되면서 고베로 개칭.
- 1936년 3월 18일 - 모토마치까지 노선이 연장되면서 다시 산노미야역으로 개칭.
- 1936년 4월 1일 - 한큐 전철의 고베 역 개업.
- 1968년 4월 7일 - 고베 고속 철도 도자이선의 개통으로 한큐의 고베역이 산노미야역으로 개칭.
- 1981년 2월 5일 - 고베 신교통 포트 아일랜드선의 산노미야역 개통.
- 1985년 6월 18일 - 고베 시영 지하철 세이신·야마테선의 산노미야역 개통.
- 1987년 4월 1일 - 일본국유철도 분할 민영화에 따라서 서일본 여객철도에 이관.
- 1995년 1월 17일 - 한신·아와지 대지진이 발생하여 역 기능이 상실됨. 영업 중지.
- 1995년 2월 1일 - 고베 고속 철도 도자이선의 한신 산노미야 - 고속 고베간 운행 재개로 한신의 역이 영업을 재개.
- 1995년 2월 20일 - 도카이도 본선 고베 - 나다 구간의 운전이 재개되면서 서일본 여객철도의 역이 영업을 재개.
- 1995년 3월 13일 - 한큐 전철 고베 본선 오지코엔역 - 한큐 산노미야간 운행 재개로 한큐의 역 영업 재개.
- 1995년 3월 16일 - 고베 시영 지하철 세이신·야마테선의 역이 영업을 재개.
- 1995년 6월 1일 - 고베 고속 철도 도자이 선의 한큐 산노미야 - 하나쿠마간 운행 재개.
- 1995년 6월 12일 - 한큐 고베 본선이 전선 복구되면서 정상적으로 운행을 시작함.
- 1995년 6월 26일 - 한신 본선이 전선 복구되면서 정상적으로 운행을 시작함.
- 1995년 7월 31일 - 포트 아일랜드선까지 전선 복구되면서 정상적으로 운행을 시작함.
- 2003년 11월 1일 - 서일본 여객철도 역사에서 ICOCA 공용 개시.
- 2013년 12월 21일 - 한큐 전철이 고베 관광객 활성화를 위해 한큐 산노미야역에서 고베산노미야역으로 역명 변경.
- 2014년 4월 1일 - 한신 전기 철도가 고베 관광객 활성화를 위해 한신 산노미야역에서 고베산노미야역으로 역명 변경. 이와 동시에 역번호 도입.

## 인접역 정보
| 서일본 여객철도 도카이도 본선                 | 서일본 여객철도 도카이도 본선          | 서일본 여객철도 도카이도 본선 |
| --------------------------------------------- | -------------------------------------- | ----------------------------- |
| 아시야 쓰루가 방면                            | ■ JR 고베선 신쾌속                     | 고베 히메지 방면              |
| 롯코미치 나가하마 방면                        | ■ JR 고베선 쾌속                       | 모토마치 히메지 방면          |
| 나다 교토 방면                                | ■ JR 고베선 보통                       | 모토마치 니시아카시 방면      |
| 한신 전기 철도 본선                           |                                        |                               |
| 미카게 오사카우메다・나라 방면                | ■ 본선 직통특급 · 한신특급             | 모토마치 산요히메지 방면      |
| 우오자키 오사카우메다・나라 방면              | ■ 본선 쾌속급행                        | 시·종착역                     |
| 가스가노미치 오사카우메다・나라 방면          | ■ 본선 보통                            | 모토마치 산요히메지 방면      |
| 시·종착역                                     | ■ 본선 산요특급 · S특급                | 모토마치 산요히메지 방면      |
| 한큐 전철 고베 본선 · 고베 고속 철도 도자이선 |                                        |                               |
| 오카모토 오사카우메다 방면                    | ■ 고베 본선 · 도자이선 특급 · 통근특급 | 하나쿠마 신카이치 방면        |
| 롯코 오사카우메다 방면                        | ■ 고베 본선 · 도자이선 쾌속급행        | 하나쿠마 신카이치 방면        |
| 가스가노미치 오사카우메다 방면                | ■ 고베 본선 · 도자이선 통근급행        | 시·종착역                     |
| 가스가노미치 오사카우메다 방면                | ■ 고베 본선 · 도자이선 급행 · 보통     | 하나쿠마 신카이치 방면        |
| 고베시 교통국 지하철 세이신·야마테선          |                                        |                               |
| S02 신코베 다니가미 방면                      | ■ 세이신 · 야마테선                    | S04 겐초마에 세이신추오 방면  |
| 고베 신교통 포트 아일랜드선                   |                                        |                               |
| 시·종착역                                     | ■ 포트 아일랜드선                      | P02 무역 센터 고베 공항 방면  |